# Persone di nome Pietro
| Questa pagina contiene informazioni ricavate automaticamente dalle voci biografiche con l'ausilio del template Bio e di un bot. L'aggiornamento è periodico e automatico e ricostruisce completamente la pagina. Se manca una persona in questa lista, sei pregato di non aggiungerla, ma accertati piuttosto che la sua voce biografica contenga il template Bio e che i dati anagrafici siano correttamente compilati. Se il template Bio manca, inseriscilo tu stesso o, in alternativa, metti l'avviso {{tmp\|Bio}} che ne segnala la mancanza. Se i dati riportati sono sbagliati, correggi direttamente la voce biografica; le modifiche saranno visibili in questa lista entro pochi giorni. Per chiarimenti vedi il progetto antroponimi. La lista contiene solo le 2.120 persone che sono citate nell'enciclopedia e per le quali è stato implementato correttamente il template Bio. Pagina aggiornata al 6 ago 2025. |

Questa è una lista di persone presenti nell'enciclopedia che hanno il nome Pietro, suddivise per attività principale.

## Abati(12)
- Pietro de Cardona, abate e arcivescovo cattolico spagnolo (Tarragona - Alcover, † 1530)
- Pietro Francesco Casaretto, abate italiano (Ancona, n. 1810 - Genova, † 1878)
- Pietro Contrucci, abate, politico e epigrafista italiano (Calamecca, n. 1788 - Firenze, † 1859)
- Francesco Dini, abate, giurista e storico italiano (Lucignano, n. 1661)
- Pietro Dolfin, abate, umanista e teologo italiano (Venezia, n. 1444 - Murano, † 1525)
- Pietro Pappacarbone, abate e santo italiano (Salerno, n. 1038 - Cava de' Tirreni, † 1123)
- Pietro il Venerabile, abate, santo e teologo francese (Alvernia, n. 1092 - Cluny, † 1156)
- Pietro II, abate italiano (Cava de' Tirreni, † 1208)
- Pietro I di Tarantasia, abate e arcivescovo cattolico francese († 1140)
- Pietro Igneo, abate, vescovo e cardinale italiano (Firenze - † 1089)
- Pietro da Nonantola, abate italiano
- Pietro Vittorelli, abate italiano (Roma, n. 1962 - Roma, † 2023)

## Agenti segreti(1)
- Pietro Musumeci, agente segreto italiano (Catania, n. 1920)

## Agronomi(3)
- Pietro Arduino, agronomo, botanico e naturalista italiano (Caprino Veronese, n. 1728 - Padova, † 1805)
- Pietro Brielli, agronomo e politico italiano (Tromello, n. 1785 - Torino, † 1850)
- Pietro Cuppari, agronomo italiano (Itala, n. 1816 - Pisa, † 1870)

## Allenatori di calcio(23)
- Pietro Armenise, allenatore di calcio e ex calciatore italiano (Bari, n. 1960)
- Pietro Bacchini, allenatore di calcio e calciatore italiano (Castelvetro Piacentino, n. 1927 - Cremona, † 1988)
- Pietro Battara, allenatore di calcio e ex calciatore italiano (Torino, n. 1936)
- Pietro Broccini, allenatore di calcio e calciatore italiano (Portovenere, n. 1928 - Sanremo, † 2006)
- Pietro Cappa, allenatore di calcio e calciatore italiano (Novara, n. 1903 - Novara, † 1963)
- Pietro Castignani, allenatore di calcio e calciatore italiano (Roma, n. 1924 - Pescara, † 1998)
- Pietro De Giorgio, allenatore di calcio e ex calciatore italiano (Praia a Mare, n. 1983)
- Piero Ferri, allenatore di calcio e calciatore italiano (Castel San Giovanni, n. 1935 - Castel San Giovanni, † 2016)
- Pietro Fiorindi, allenatore di calcio e ex calciatore italiano (Firenze, n. 1934)
- Pietro Forotti, allenatore di calcio e calciatore italiano (Roma, n. 1907)
- Pietro Ghedin, allenatore di calcio e ex calciatore italiano (Scorzè, n. 1952)
- Pietro Gonella, allenatore di calcio e ex calciatore italiano (Cologna Veneta, n. 1943)
- Pietro Leone, allenatore di calcio e calciatore italiano (Massazza, n. 1888 - Torino, † 1958)
- Pietro Mariani, allenatore di calcio e ex calciatore italiano (Rieti, n. 1962)
- Pietro Maroso, allenatore di calcio, calciatore e dirigente sportivo italiano (Torino, n. 1934 - Varese, † 2012)
- Pietro Pianta, allenatore di calcio e calciatore italiano (Pontelongo, n. 1940 - Garbagnate Milanese, † 2015)
- Pietro Piselli, allenatore di calcio italiano (Livorno, n. 1891 - † 1960)
- Pietro Riva, allenatore di calcio e calciatore italiano (Lecco, n. 1918)
- Pietro Ruisi, allenatore di calcio e ex calciatore italiano (Palermo, n. 1955)
- Pietro Santin, allenatore di calcio e calciatore italiano (Rovigno, n. 1934 - Cava dei Tirreni, † 2017)
- Pietro Spinato, allenatore di calcio e calciatore italiano (Vicenza, n. 1907 - Vicenza, † 1977)
- Pietro Sportillo, allenatore di calcio e ex calciatore italiano (Brindisi, n. 1978)
- Pietro Zaini, allenatore di calcio e ex calciatore italiano (Ascoli Piceno, n. 1969)

## Allenatori di pallavolo(1)
- Pietro Scarduzio, allenatore di pallavolo italiano (Parma, n. 1967)

## Alpinisti(2)
- Pietro Dal Prà, alpinista italiano (Vicenza, n. 1971)
- Pietro Siorpaes, alpinista italiano (Cortina d'Ampezzo, n. 1868 - † 1953)

## Ammiragli(3)
- Pietro Barone, ammiraglio italiano (Modica, n. 1881 - Napoli, † 1975)
- Pietro Doria, ammiraglio italiano (Genova - Chioggia, † 1380)
- Pietro Giustiniani, ammiraglio italiano (Venezia)

## Anarchici(4)
- Pietro Acciarito, anarchico italiano (Artena, n. 1871 - Montelupo Fiorentino, † 1943)
- Pietro Bruzzi, anarchico, operaio e partigiano italiano (Maleo, n. 1888 - San Vittore Olona, † 1945)
- Pietro Rigosi, anarchico italiano (Bologna, n. 1864)
- Pietro Valpreda, anarchico, scrittore e poeta italiano (Milano, n. 1932 - Milano, † 2002)

## Anatomisti(1)
- Pietro Alberici, anatomista italiano

## Antiquari(3)
- Pietro Accorsi, antiquario italiano (Torino, n. 1891 - Torino, † 1982)
- Pietro Bucelli, antiquario e letterato italiano (Montepulciano, n. 1684 - Montepulciano, † 1754)
- Pietro Leone Casella, antiquario, poeta e storico italiano (n. 1540 - † 1620)

## Arbitri di calcio(3)
- Pietro Bonetto, arbitro di calcio italiano (Torino, n. 1921 - Torino, † 2005)
- Pietro D'Elia, ex arbitro di calcio italiano (Salerno, n. 1946)
- Pietro Leita, arbitro di calcio italiano (Pasian di Prato, n. 1926 - Pasian di Prato, † 2010)

## Arbitri di pallacanestro(1)
- Pietro Reverberi, arbitro di pallacanestro italiano (Reggio Emilia, n. 1912 - Reggio Emilia, † 1985)

## Archeologi(7)
- Pietro Barocelli, archeologo italiano (Modena, n. 1887 - Torino, † 1981)
- Pietro Bonci Casuccini, archeologo italiano (Chiusi, n. 1757 - Chiusi, † 1842)
- Paolo Orsi, archeologo italiano (Rovereto, n. 1859 - Rovereto, † 1935)
- Pietro Raveggi, archeologo e pubblicista italiano (Orbetello, n. 1872 - Orbetello, † 1951)
- Pietro Romanelli, archeologo italiano (Roma, n. 1889 - Roma, † 1981)
- Pietro Ercole Visconti, archeologo italiano (Roma, n. 1802 - † 1880)
- Pietro la Vega, archeologo spagnolo († 1810)

## Architetti del paesaggio(1)
- Pietro Porcinai, architetto del paesaggio italiano (Fiesole, n. 1910 - Firenze, † 1986)

## Archivisti(1)
- Pietro Ghinzoni, archivista, storico e patriota italiano (Milano, n. 1828 - Milano, † 1895)

## Arcivescovi(3)
- Pietro I, arcivescovo italiano (forse in Francia - Milano, † 801)
- Pietro di Costantinopoli, arcivescovo bizantino
- Pietro IV di Alessandria, arcivescovo bizantino († 651)

## Arcivescovi cattolici(32)
- Pietro Balestra, arcivescovo cattolico italiano (Molini di Triora, n. 1841 - Cagliari, † 1912)
- Pietro Giacomo Borbone, arcivescovo cattolico italiano (n. 1540 - † 1575)
- Pietro Brollo, arcivescovo cattolico italiano (Tolmezzo, n. 1933 - Tolmezzo, † 2019)
- Pietro Capizzi, arcivescovo cattolico italiano (Calascibetta, n. 1880 - Calascibetta, † 1961)
- Pietro Cocolin, arcivescovo cattolico italiano (Ruda, n. 1920 - Gorizia, † 1982)
- Pietro Donà, arcivescovo cattolico e umanista italiano (Venezia - Padova, † 1447)
- Pietro Antonio Garibaldi, arcivescovo cattolico e diplomatico italiano (Genova, n. 1797 - Parigi, † 1853)
- Pietro Giovine, arcivescovo cattolico italiano (Marigliano, n. 1816 - Acerenza, † 1879)
- Pietro Grossolano, arcivescovo cattolico italiano (Roma, † 1117)
- Pietro Alfonso Jorio, arcivescovo cattolico italiano (Sant'Angelo a Cancelli, n. 1841 - † 1921)
- Pietro Kojunian, arcivescovo cattolico armeno (Ankara, n. 1857 - Roma, † 1937)
- Pietro Lagnese, arcivescovo cattolico italiano (Vitulazio, n. 1961)
- Pietro Martínez y Rubio, arcivescovo cattolico spagnolo (Ródenas, n. 1614 - Palermo, † 1667)
- Pietro Paolo Camillo Moreschini, arcivescovo cattolico italiano (Fermo, n. 1858 - Camerino, † 1918)
- Pietro Moriconi, arcivescovo cattolico italiano (Pisa, † 1119)
- Pietro Naselli, arcivescovo cattolico italiano (Palermo, n. 1782 - Napoli, † 1862)
- Pietro Niccolini, arcivescovo cattolico italiano (Firenze, n. 1572 - Firenze, † 1651)
- Pietro di Foix, arcivescovo cattolico, cardinale e religioso francese (Francia, n. 1386 - Arles, † 1464)
- Pietro di Foix, arcivescovo cattolico, cardinale e religioso francese (Pau, n. 1449 - Roma, † 1490)
- Pietro Pomares y de Morant, arcivescovo cattolico italiano (Camerata Picena, n. 1877 - Foggia, † 1924)
- Pietro Ricci, arcivescovo cattolico italiano (Firenze - † 1417)
- Pietro Rota, arcivescovo cattolico italiano (Correggio, n. 1805 - Roma, † 1890)
- Pietro Sambi, arcivescovo cattolico italiano (Ponte Uso di Sogliano, n. 1938 - Baltimora, † 2011)
- Pietro Agostino Scorza, arcivescovo cattolico italiano (Torremaggiore, n. 1676)
- Pietro Sigismondi, arcivescovo cattolico italiano (Villa d'Almè, n. 1908 - Roma, † 1967)
- Pietro Tagliapietra, arcivescovo cattolico italiano (Venezia, n. 1884 - Spoleto, † 1948)
- Pietro Tesauri, arcivescovo cattolico italiano (Cavriago, n. 1882 - Isola del Gran Sasso, † 1945)
- Pietro Zamburlini, arcivescovo cattolico italiano (Bagnoli di Sopra, n. 1832 - Artegna, † 1909)
- Pietro de Luna, arcivescovo cattolico italiano (Messina, † 1492)
- Pietro de Pino, arcivescovo cattolico italiano (Benevento - Benevento, † 1360)
- Pietro Antonio di Capua, arcivescovo cattolico italiano (Napoli, n. 1513 - Otranto, † 1579)
- Pietro di Maria, arcivescovo cattolico e diplomatico italiano (Moliterno, n. 1865 - Moliterno, † 1937)

## Arcivescovi ortodossi(3)
- Pietro VII di Alessandria, arcivescovo ortodosso greco (Sichari, n. 1949 - Mar Egeo, † 2004)
- Pietro V di Alessandria, arcivescovo ortodosso egiziano
- Pietro VI di Alessandria, arcivescovo ortodosso egiziano

## Artigiani(2)
- Pietro Giovanni Guarneri, artigiano, liutaio e musicista italiano (Cremona, n. 1655 - Mantova, † 1720)
- Pietro Mei, artigiano e orologiaio italiano (Montecarotto, n. 1797 - Montecarotto, † 1878)

## Artisti(3)
- Pietro Cavoti, artista e pittore italiano (Galatina, n. 1819 - Galatina, † 1890)
- Pietro Roccasalva, artista italiano (Modica, n. 1970)
- Pietro Sedda, artista italiano (Cagliari, n. 1969)

## Astronomi(5)
- Pietro Apiano, astronomo, matematico e cartografo tedesco (Leisnig, n. 1495 - Ingolstadt, † 1552)
- Pietro Catena, astronomo, filosofo e matematico italiano (Venezia, n. 1501 - Padova, † 1576)
- Pietro Maria Cavina, astronomo e storico italiano (Faenza)
- Pietro Pitati, astronomo italiano (Verona)
- Pietro Tacchini, astronomo, astrofisico e meteorologo italiano (Modena, n. 1838 - Spilamberto, † 1905)

## Atleti(1)
- Pietro Motolese, atleta italiano (Priverno, n. 1957)

## Attivisti(2)
- Pietro Calcagno, attivista, anarchico e pubblicista italiano (Fontanetto Po, n. 1858 - Roma, † 1906)
- Pietro Pinna, attivista italiano (Finale Ligure, n. 1927 - Firenze, † 2016)

## Attori(26)
- Pietro Barzocchini, attore italiano (Roma, n. 1955)
- Pietro Bigerna, attore italiano (Milano, n. 1915 - Roma, † 1991)
- Pietro Bontempo, attore e regista italiano (Vasto, n. 1963)
- Pietro Brambilla, attore italiano (Cremona, n. 1952)
- Pietro Carloni, attore italiano (Taurisano, n. 1896 - Roma, † 1968)
- Pietro Casella, attore italiano (Torino, n. 1980)
- Pietro Castellitto, attore, regista e sceneggiatore italiano (Roma, n. 1991)
- Pietro Ceccarelli, attore e stuntman italiano (Roma, n. 1926 - Roma, † 1993)
- Pietro De Vico, attore italiano (Napoli, n. 1911 - Roma, † 1999)
- Pietro Fornaciari, attore italiano (Livorno, n. 1953)
- Pietro Genuardi, attore italiano (Milano, n. 1962 - Roma, † 2025)
- Pietro Ghislandi, attore italiano (Comun Nuovo, n. 1957 - Bergamo, † 2025)
- Pietro Mannino, attore italiano (Palermo, n. 1988)
- Peter Martell, attore italiano (Bolzano, n. 1938 - Bolzano, † 2010)
- Pietro Luigi Micheletti, attore, musicista e impresario teatrale italiano (Travagliato, n. 1911 - † 1964)
- Pietro Nuti, attore italiano (Genova, n. 1928 - Torino, † 2023)
- Pietro Pizzuti, attore, drammaturgo e regista italiano (Roma, n. 1958)
- Pietro Pulcini, attore e comico italiano (Roma, n. 1973)
- Pietro Ragusa, attore italiano (Firenze, n. 1965)
- Pietro Sarubbi, attore italiano (Milano, n. 1961)
- Pietro Sermonti, attore italiano (Roma, n. 1971)
- Pietro Sharoff, attore, regista teatrale e direttore artistico russo (Perm', n. 1886 - Roma, † 1969)
- Pietro Taricone, attore e personaggio televisivo italiano (Frosinone, n. 1975 - Terni, † 2010)
- Pietro Tordi, attore italiano (Firenze, n. 1906 - Firenze, † 1990)
- Pietro Zardini, attore italiano (Bologna, n. 1907 - Roma, † 1986)
- Pietro De Silva, attore e commediografo italiano (Roma, n. 1954)

## Attori teatrali(3)
- Pietro Alborghetti, attore teatrale e attore teatrale italiano (Venezia, n. 1675 - Parigi, † 1731)
- Pietro Andolfati, attore teatrale italiano (Milano, n. 1750 - Piacenza)
- Pietro Gandini, attore teatrale italiano (Verona, n. 1701 - Parigi, † 1760)

## Autori televisivi(2)
- Pietro Galeotti, autore televisivo, giornalista e scrittore italiano (Savona, n. 1964)
- Pietro Gorini, autore televisivo, umorista e enigmista italiano (Roma, n. 1955)

## Aviatori(3)
- Pietro Mazzei, aviatore e militare italiano (Agliana, n. 1916 - Bengasi, † 1941)
- Pietro Scapinelli di Leguigno, aviatore e militare italiano (Vicenza, n. 1904 - Reggio Emilia, † 1941)
- Pietro Sordi, aviatore italiano (Gragnola, n. 1894 - Aulla, † 1970)

## Avventurieri(1)
- Pietro Bordo di San Superano, avventuriero spagnolo († 1402)

## Avvocati(26)
- Pietro Baccelli, avvocato e politico italiano (Roma, n. 1863 - Roma, † 1930)
- Pietro Boschi, avvocato, prefetto e politico italiano (Milano, n. 1811 - Lesa, † 1887)
- Pietro Bulloni, avvocato e politico italiano (Brescia, n. 1895 - † 1950)
- Pietro Castiglia, avvocato e politico italiano (Palermo, n. 1902 - † 1984)
- Pietro Cogliolo, avvocato, giurista e politico italiano (Genova, n. 1859 - Genova, † 1940)
- Pietro Agostino D'Avack, avvocato e giurista italiano (Roma, n. 1905 - Roma, † 1982)
- Pietro De Rossi di Santarosa, avvocato, politico e scrittore italiano (Savigliano, n. 1805 - Torino, † 1850)
- Pietro Giovanni Della Torre, avvocato italiano (Santa Margherita Ligure, n. 1641 - Genova, † 1701)
- Cesare Ferrero di Cambiano, avvocato, dirigente d'azienda e politico italiano (Torino, n. 1852 - Roma, † 1931)
- Pietro Fossa, avvocato e politico italiano (Bobbio, n. 1823 - Bobbio, † 1878)
- Pietro Frugoni, avvocato e politico italiano (Brescia, n. 1847 - Brescia, † 1925)
- Pietro Gamba, avvocato, magistrato e politico italiano (Firenze, n. 1849 - Bagni di Lucca, † 1903)
- Pietro Gioja, avvocato, politico e patriota italiano (Piacenza, n. 1795 - Torino, † 1865)
- Pietro Granetto, avvocato e scrittore francese (Châteauneuf-sur-Isère - Bourg-en-Bresse, † 1613)
- Pietro Mazza, avvocato, giornalista e politico italiano (Voghera, n. 1820 - Varzi, † 1891)
- Pietro Milio, avvocato e politico italiano (Capo d'Orlando, n. 1944 - Palermo, † 2010)
- Pietro Nizzati di Boyon, avvocato italiano (Busca, n. 1739 - Torino, † 1817)
- Pietro Omodei Zorini, avvocato e calciatore italiano (Granozzo con Monticello, n. 1893 - Novara, † 1974)
- Pietro Palazzotto, avvocato e patriota italiano (Palermo, n. 1837 - Capua, † 1860)
- Pietro Pistolese, avvocato e politico italiano (Melfi, n. 1912 - † 1987)
- Pietro Pollini, avvocato e politico svizzero (Mendrisio, n. 1828 - Mendrisio, † 1889)
- Pietro Riva, avvocato e politico italiano (Ivrea, n. 1809 - Ivrea, † 1867)
- Pier Luigi San Donnino, avvocato e politico italiano (Modena, n. 1846 - Modena, † 1915)
- Pietro Sponziello, avvocato e politico italiano (Lecce, n. 1912 - Pescara, † 2013)
- Pietro Venturi, avvocato e politico italiano (Campagnano di Roma, n. 1824 - Roma, † 1892)
- Pietro Villanis, avvocato italiano (Torino - Torino, † 1859)

## Banchieri(3)
- Pietro Augusto Adami, banchiere italiano (San Giovanni alla Vena, n. 1812 - Pisa, † 1898)
- Pietro Ghiani Mameli, banchiere e politico italiano (Cagliari, n. 1842 - Genova, † 1923)
- Pietro Pericoli, banchiere e politico italiano (Roma, n. 1823 - Castel Gandolfo, † 1886)

## Baritoni(3)
- Pietro Balzar, baritono italiano (Roma, n. 1814)
- Pietro Carlo Borlenghi, baritono italiano (Busseto, n. 1887 - Busseto, † 1973)
- Pietro Spagnoli, baritono italiano (Roma, n. 1964)

## Beati(2)
- Pietro da Treia, beato italiano (Montecchio, n. 1227 - Sirolo, † 1304)
- Pietro Levita, beato italiano (Roma, † 605)

## Biatleti(1)
- Pietro Dutto, ex biatleta italiano (Cuneo, n. 1989)

## Bibliografi(3)
- Pietro Antonio Crevenna, bibliografo italiano (Milano, n. 1735 - Roma, † 1792)
- Pietro Fea, bibliografo e bibliotecario italiano (Torino, n. 1849 - Roma, † 1932)
- Pietro Leopoldo Ferri, bibliografo italiano (n. 1787 - † 1847)

## Biologi(1)
- Pietro Omodeo, biologo e saggista italiano (Cefalù, n. 1919 - Siena, † 2024)

## Bobbisti(1)
- Pietro Lesana, ex bobbista italiano

## Botanici(5)
- Pietro Bubani, botanico, medico e patriota italiano (Bagnacavallo, n. 1806 - Bagnacavallo, † 1888)
- Pietro Castelli, botanico e medico italiano (Roma - Messina, † 1661)
- Pietro Mazzola, botanico e biologo italiano (Castelbuono, n. 1945 - Cefalù, † 2024)
- Pietro Romualdo Pirotta, botanico e naturalista italiano (Pavia, n. 1853 - Roma, † 1936)
- Pietro Savi, botanico italiano (Pisa, n. 1811 - Pisa, † 1871)

## Briganti(4)
- Pietro Boccheciampe, brigante francese (Oletta, n. 1814)
- Pietro Corea, brigante italiano (Albi - Catanzaro, † 1865)
- Pietro Monaco, brigante italiano (Macchia di Spezzano Piccolo, n. 1836 - Pedace, † 1863)
- Domenico Straface, brigante italiano (Caloveto, n. 1829 - Timpone di Curcio, † 1869)

## Canoisti(2)
- Pietro Bruschi, ex canoista italiano (Castel Gandolfo, n. 1952)
- Pietro Camporesi, canoista italiano (Bologna, n. 1987)

## Canottieri(5)
- Pietro Annoni, canottiere e dirigente sportivo italiano (Milano, n. 1886 - Milano, † 1960)
- Pietro Freschi, canottiere italiano (n. 1906 - † 1973)
- Pietro Ivanov, canottiere italiano (Zara, n. 1894 - Civitavecchia, † 1961)
- Pietro Ruta, canottiere italiano (Gravedona, n. 1987)
- Pietro Sessa, canottiere italiano (Galliate Lombardo, n. 1927 - Varese, † 1993)

## Cantanti(4)
- Piero Dread, cantante, musicista e produttore discografico italiano (Torino, n. 1980)
- Pietro Lombardi, cantante e personaggio televisivo tedesco (Karlsruhe, n. 1992)
- Pietro Mazzone, cantante e chitarrista italiano (Napoli, n. 1868 - Napoli, † 1934)
- Pietro Porqueddu, cantante italiano (Porto Torres, n. 1894 - Sassari, † 1974)

## Cantastorie(1)
- Sor Capanna, cantastorie italiano (Roma, n. 1865 - Roma, † 1921)

## Cantautori(3)
- Peter White, cantautore italiano (Roma, n. 1996)
- Piero Marras, cantautore e polistrumentista italiano (Nuoro, n. 1949)
- Piero Pelù, cantautore italiano (Firenze, n. 1962)

## Cavalieri(1)
- Pietro Roman, cavaliere italiano (Roma, n. 1989)

## Ceramisti(4)
- Pietro Bertolini, ceramista e vetraio italiano (Murano - Murano)
- Piero Cerato, ceramista italiano (Torino, n. 1946 - Torino, † 2011)
- Pietro Melandri, ceramista, pittore e decoratore italiano (Faenza, n. 1885 - Faenza, † 1976)
- Pietro Rabbia, ceramista italiano (Cogoleto, n. 1877 - Torino, † 1948)

## Cestisti(7)
- Pietro Aradori, cestista italiano (Brescia, n. 1988)
- Pietro Bianchi, ex cestista italiano (Varese, n. 1973)
- Pietro Bocconcelli, cestista italiano (Pesaro, n. 1998)
- Pietro Generali, ex cestista italiano (Bologna, n. 1958)
- Pietro Pascucci, ex cestista italiano (Roma, n. 1951)
- Pietro Scamuzzi, cestista, allenatore di calcio e dirigente sportivo italiano (Cuccaro Monferrato, n. 1915 - Alessandria, † 1999)
- Pietro Ugolini, cestista sammarinese (Borgo Maggiore, n. 2000)

## Chimici(6)
- Pietro Biginelli, chimico italiano (Palazzolo Vercellese, n. 1860 - Roma, † 1937)
- Pietro Bucci, chimico italiano (Napoli, n. 1932 - Roma, † 1994)
- Pietro Di Mattei, chimico italiano (Catania, n. 1896 - Roma, † 1994)
- Pietro Punzo, chimico, fisico e insegnante italiano (Napoli, n. 1832 - Napoli, † 1900)
- Pietro Spica Marcataio, chimico italiano (Caccamo, n. 1854 - Padova, † 1929)
- Pietro Stefanelli, chimico e entomologo italiano (Firenze, n. 1835 - Fiesole, † 1919)

## Chirurghi(5)
- Pietro Loreta, chirurgo e politico italiano (Ravenna, n. 1831 - Bologna, † 1889)
- Pietro Marchetti, chirurgo, anatomista e medico italiano (Padova, n. 1589 - Padova, † 1673)
- Pietro Sografi, chirurgo italiano (Padova, n. 1756 - Padova, † 1815)
- Pietro Valdoni, chirurgo italiano (Trieste, n. 1900 - Roma, † 1976)
- Pietro d'Argellata, chirurgo e anatomista italiano (Argelato - Bologna, † 1423)

## Chitarristi(3)
- Pietro Condorelli, chitarrista italiano (Milano, n. 1962)
- Pietro Fara, chitarrista italiano (Pozzomaggiore, n. 1923 - † 1974)
- Pietro Nobile, chitarrista italiano (Milano, n. 1960)

## Ciclisti su strada(19)
- Pietro Aymo, ciclista su strada italiano (Virle Piemonte, n. 1892 - † 1983)
- Pietro Bestetti, ciclista su strada italiano (Pioltello, n. 1898 - Milano, † 1936)
- Pietro Campagnari, ex ciclista su strada italiano (Verona, n. 1941)
- Pietro Caucchioli, ex ciclista su strada italiano (Bovolone, n. 1975)
- Pietro Chesi, ciclista su strada italiano (Gambassi Terme, n. 1902 - Firenze, † 1944)
- Pietro Chiappini, ciclista su strada italiano (Spianate, n. 1915 - Roma, † 1988)
- Pietro Chiodini, ciclista su strada italiano (Certosa di Pavia, n. 1934 - Casalgrande, † 2010)
- Pietro Di Caterina, ex ciclista su strada italiano (Corato, n. 1945)
- Pietro Fasoli, ciclista su strada italiano (Vertova, n. 1891 - Albino, † 1967)
- Pietro Fossati, ciclista su strada italiano (Novi Ligure, n. 1905 - Novi Ligure, † 1945)
- Pietro Giudici, ciclista su strada italiano (Vergiate, n. 1921 - Binago, † 2002)
- Pietro Guerra, ex ciclista su strada e pistard italiano (San Pietro di Morubio, n. 1943)
- Pietro Linari, ciclista su strada e pistard italiano (Firenze, n. 1896 - Firenze, † 1972)
- Pietro Nascimbene, ciclista su strada italiano (Montalto Pavese, n. 1930 - Borgoratto Mormorolo, † 2022)
- Pietro Polo Perucchin, ex ciclista su strada italiano (Giais di Aviano, n. 1928)
- Pietro Rimoldi, ciclista su strada italiano (Sacconago, n. 1911 - Busto Arsizio, † 2000)
- Pietro Scandelli, ciclista su strada italiano (Crema, n. 1941 - Crema, † 2020)
- Pietro Zoppas, ciclista su strada italiano (Scomigo, n. 1934 - Scomigo, † 2020)
- Pietro Zucconi, ex ciclista su strada svizzero (Robasacco, n. 1975)

## Comici(1)
- Paolo Cevoli, comico e cabarettista italiano (Riccione, n. 1958)

## Compositori(49)
- Pietro Abbà Cornaglia, compositore italiano (Alessandria, n. 1851 - Alessandria, † 1894)
- Pietro Simone Agostini, compositore italiano (Mombaroccio, n. 1630 - Parma, † 1680)
- Pietro Auletta, compositore italiano (Sant'Angelo a Scala - Napoli, † 1771)
- Pietro Baldassare, compositore italiano (Roma)
- Pietro Paolo Bencini, compositore italiano (Roma, † 1755)
- Pietro Borradori, compositore italiano (Milano, n. 1965)
- Pietro Paolo Borrono, compositore e liutista italiano (Milano - Milano)
- Pietro Branchina, compositore italiano (Adrano, n. 1876 - Adrano, † 1953)
- Pietro Castrucci, compositore e violinista italiano (Roma, n. 1679 - Dublino, † 1751)
- Antonio Cesti, compositore italiano (Arezzo, n. 1623 - Firenze, † 1669)
- Pietro Chiarini, compositore italiano (Brescia - Cremona, † 1765)
- Pietro Comes, compositore e cantante italiano (Napoli)
- Pietro Antonio Coppola, compositore italiano (Castrogiovanni, n. 1793 - Catania, † 1876)
- Pietro de Fossis, compositore e direttore di coro fiammingo (Venezia, † 1527)
- Pietro Antonio de Mojana, compositore italiano (Milano, n. 1800 - Milano, † 1870)
- Pietro Antonio Fiocco, compositore italiano (Tregnago, n. 1632 - Bruxelles, † 1714)
- Pietro Floridia, compositore italiano (Modica, n. 1860 - New York, † 1932)
- Pietro Formichi, compositore italiano (Sinalunga, n. 1829 - Siena, † 1913)
- Pietro Generali, compositore italiano (Roma, n. 1773 - Novara, † 1832)
- Pietro Grossi, compositore, programmatore e violoncellista italiano (Venezia, n. 1917 - Firenze, † 2002)
- Pietro Alessandro Guglielmi, compositore italiano (Massa, n. 1728 - Roma, † 1804)
- Pietro Carlo Guglielmi, compositore italiano (Londra, n. 1772 - Napoli, † 1817)
- Pietro Labriola, compositore e cantante italiano (Napoli, n. 1820 - Napoli, † 1900)
- Pietro Lanzilotta, compositore e direttore di banda italiano (Castellana Grotte, n. 1906 - Castellana Grotte, † 1984)
- Pietro Lappi, compositore italiano (Firenze - Brescia)
- Pietro Paolo Laurenti, compositore e cantante italiano (Bologna, n. 1675 - Bologna, † 1719)
- Pietro Antonio Locatelli, compositore e violinista italiano (Bergamo, n. 1695 - Amsterdam, † 1764)
- Pietro Maria Marsolo, compositore e presbitero italiano (Messina - Piacenza, † 1615)
- Pietro Mascagni, compositore e direttore d'orchestra italiano (Livorno, n. 1863 - Roma, † 1945)
- Pietro Migali, compositore e violinista italiano (Lecce, n. 1635 - † 1715)
- Pietro Musone, compositore italiano (Casapulla, n. 1847 - Casapulla, † 1879)
- Pietro Nardini, compositore e violinista italiano (Livorno, n. 1722 - Firenze, † 1793)
- Pietro Domenico Paradies, compositore italiano (Napoli, n. 1707 - Venezia, † 1791)
- Pietro Giovanni Parolini, compositore italiano (Pontremoli, n. 1789 - Pontremoli, † 1875)
- Pietro Platania, compositore italiano (Catania, n. 1828 - Napoli, † 1907)
- Pietro Pulli, compositore italiano (Napoli)
- Pietro Raimondi, compositore italiano (Roma, n. 1786 - Roma, † 1853)
- Pietro Romani, compositore italiano (Roma, n. 1791 - Firenze, † 1877)
- Pietro Pompeo Sales, compositore italiano (Brescia - Hanau, † 1797)
- Pietro Sampietro, compositore, pianista e direttore di banda italiano (Tonco, n. 1877 - Biella, † 1957)
- Pietro Sammartini, compositore italiano (Firenze, n. 1636 - Firenze, † 1701)
- Pietro Sassoli, compositore e direttore d'orchestra italiano (Ficarolo, n. 1884 - Roma, † 1946)
- Pietro Filippo Scarlatti, compositore e organista italiano (Roma, n. 1679 - Napoli, † 1750)
- Pietro Terziani, compositore italiano (Roma, n. 1763 - Roma, † 1831)
- Pietro Torri, compositore italiano (Peschiera del Garda - Monaco di Baviera, † 1737)
- Pietro Francesco Valentini, compositore italiano (Roma - Roma, † 1654)
- Pietro Vinci, compositore italiano (Nicosia, n. 1535 - Nicosia, † 1584)
- Pietro Andrea Ziani, compositore e organista italiano (Venezia, n. 1616 - Napoli, † 1684)
- Pietro degli Antoni, compositore e musicista italiano (Bologna, n. 1639 - Bologna, † 1720)

## Compositori di scacchi(1)
- Pietro Rossi, compositore di scacchi italiano (Treviso, n. 1924 - Matera, † 2020)

## Condottieri(12)
- Pietro II Dal Verme, condottiero italiano (Voghera, † 1485)
- Pietro Farnese, condottiero italiano (San Miniato, † 1363)
- Pietro Farnese, condottiero italiano († 1415)
- Pietro Gioffre, condottiero e politico italiano
- Pietro Margano, condottiero italiano (Roma, n. 1485 - † 1516)
- Pietro del Monte, condottiero italiano (Agnadello, † 1509)
- Pietro Navarro, condottiero spagnolo (Garde - Napoli, † 1528)
- Pietro de' Rossi, condottiero italiano (n. 1303 - Monselice, † 1337)
- Pietro Maria IV de' Rossi, condottiero italiano (San Secondo Parmense, n. 1620 - Farfengo, † 1653)
- Pietro Strozzi, condottiero italiano (Mantova - † 1529)
- Pier Saccone Tarlati, condottiero italiano (n. 1261 - Bibbiena, † 1356)
- Pietro Francesco Visconti, condottiero italiano (Milano, † 1484)

## Corsari(1)
- Pietro Gelalich, corsaro dalmata (Cattaro - Senglea, † 1811)

## Cosmografi(1)
- Pedro de Medina, cosmografo e cartografo spagnolo (n. 1493 - Siviglia, † 1567)

## Criminali(1)
- Pietro De Negri, criminale italiano (Calasetta, n. 1956)

## Critici cinematografici(2)
- Pietro Bianchi, critico cinematografico, critico letterario e giornalista italiano (Roccabianca, n. 1909 - Baiso, † 1976)
- Pietro Pintus, critico cinematografico italiano (Sassari, n. 1920 - Roma, † 2001)

## Critici d'arte(1)
- Pietro Piccirilli, critico d'arte italiano (Sulmona, n. 1849 - † 1921)

## Critici letterari(7)
- Pietro Bonfiglioli, critico letterario, critico d'arte e critico cinematografico italiano (Crespellano, n. 1924 - Loiano, † 2005)
- Pietro Cataldi, critico letterario e italianista italiano (Roma, n. 1961)
- Pietro De Logu, critico letterario, saggista e traduttore italiano (Torino, n. 1920 - Padova, † 2002)
- Pietro Gibellini, critico letterario e filologo italiano (Pralboino, n. 1945)
- Pietro Mazzamuto, critico letterario e scrittore italiano (Centuripe, n. 1920 - Palermo, † 2010)
- Pietro Paolo Trompeo, critico letterario italiano (Roma, n. 1886 - Roma, † 1958)
- Pietro Vetro, critico letterario italiano (Favara, n. 1897 - Roma, † 1983)

## Culturisti(1)
- Pietro Torrisi, culturista e attore italiano (Catania, n. 1940)

## Cuochi(2)
- Pietro Ferrero, pasticciere e imprenditore italiano (Farigliano, n. 1898 - Alba, † 1949)
- Pietro Leemann, cuoco svizzero (Giumaglio, n. 1961)

## Danzatori(1)
- Pietro Sodi, ballerino e coreografo italiano (Roma, n. 1716 - Charleston, † 1775)

## Designer(1)
- Pietro Camardella, designer italiano (Salerno, n. 1957)

## Diplomatici(5)
- Pietro Antonelli, diplomatico, esploratore e politico italiano (Roma, n. 1853 - Rio de Janeiro, † 1901)
- Pietro Beccadelli di Bologna, diplomatico e politico italiano (Furci Siculo, n. 1697 - Resina, † 1781)
- Pietro Benassi, diplomatico e politico italiano (Roma, n. 1958)
- Pietro Gerbore, diplomatico e storico italiano (Roma, n. 1899 - Firenze, † 1983)
- Pietro Quaroni, diplomatico italiano (Roma, n. 1898 - Roma, † 1971)

## Direttori d'orchestra(4)
- Pietro Borgonovo, direttore d'orchestra e musicista italiano (Milano)
- Pietro Cimara, direttore d'orchestra, pianista e compositore italiano (Roma, n. 1887 - Milano, † 1967)
- Pietro Mianiti, direttore d'orchestra italiano (Parma, n. 1959)
- Pietro Veneri, direttore d'orchestra italiano (Parma, n. 1964)

## Direttori di banda(1)
- Pietro Marincola, direttore di banda e compositore italiano (Pizzo Calabro, n. 1884 - Lanciano, † 1972)

## Direttori di coro(1)
- Pietro Ferrario, direttore di coro, compositore e pianista italiano (Busto Arsizio, n. 1967)

## Dirigenti d'azienda(4)
- Pietro Ciucci, dirigente d'azienda italiano (Roma, n. 1950)
- Pietro Labriola, dirigente d'azienda italiano (Altamura, n. 1967)
- Pietro Sette, dirigente d'azienda italiano (Bari, n. 1915 - Altamura, † 1984)
- Pietro Signorini, dirigente d'azienda italiano (Casalpusterlengo, n. 1871 - Napoli, † 1916)

## Dirigenti sportivi(10)
- Pietro Accardi, dirigente sportivo e ex calciatore italiano (Palermo, n. 1982)
- Pietro Algeri, dirigente sportivo, ex ciclista su strada e pistard italiano (Torre de' Roveri, n. 1950)
- Pietro Bruno Cattaneo, dirigente sportivo italiano (Sesto San Giovanni, n. 1947)
- Pietro Colombati, dirigente sportivo, allenatore di calcio e arbitro di calcio italiano (Padova, n. 1897 - Genova, † 1980)
- Pietro Fusco, dirigente sportivo, allenatore di calcio e ex calciatore italiano (Napoli, n. 1971)
- Pietro Leonardi, dirigente sportivo italiano (Roma, n. 1963)
- Pietro Lo Monaco, dirigente sportivo, allenatore di calcio e ex calciatore italiano (Torre Annunziata, n. 1954)
- Pietro Maiellaro, dirigente sportivo, allenatore di calcio e ex calciatore italiano (Candela, n. 1963)
- Pietro Strada, dirigente sportivo, allenatore di calcio e ex calciatore italiano (Brescia, n. 1969)
- Pietro Travagli, dirigente sportivo e ex rugbista a 15 italiano (Treviso, n. 1981)

## Disegnatori(3)
- Pietro Ardito, disegnatore, vignettista e pittore italiano (Buenos Aires, n. 1919 - Rapallo, † 2005)
- Pietro Ciuffo, disegnatore, giornalista e partigiano italiano (Cagliari, n. 1891 - Genova, † 1956)
- Pietro Vanessi, disegnatore, illustratore e fumettista italiano (Legnago, n. 1964 - Milano, † 2025)

## Dogi(17)
- Pietro I Candiano, doge (n. 842 - Venezia, † 887)
- Pietro II Candiano, doge (n. 872 - † 939)
- Pietro Centranico, doge (Heraclia)
- Pietro Giovanni Cybo Clavica, doge (Genova - Genova, † 1559)
- Pietro De Franchi Sacco, doge (Genova, n. 1545 - Genova, † 1611)
- Pietro Durazzo, doge (Genova, n. 1560 - Genova, † 1631)
- Pietro Durazzo, doge (Genova, n. 1632 - Genova, † 1699)
- Pietro Fregoso, doge (Genova, n. 1330 - Genova, † 1404)
- Pietro Fregoso, doge (Genova, n. 1412 - Genova, † 1459)
- Pietro Gradenigo, doge (Venezia - Venezia, † 1311)
- Pietro Grimani, doge (Venezia, n. 1677 - Venezia, † 1752)
- Pietro Loredan, doge (Venezia, n. 1482 - Venezia, † 1570)
- Pietro Mocenigo, doge (Venezia, n. 1406 - Venezia, † 1476)
- Pietro II Orseolo, doge (Venezia, n. 961 - Venezia, † 1009)
- Pietro Partecipazio, doge († 942)
- Pietro Tradonico, doge (Istria - Venezia, † 864)
- Pietro Tribuno, doge

## Doppiatori(2)
- Pietro Biondi, doppiatore, attore e direttore del doppiaggio italiano (Spoleto, n. 1939)
- Pietro Ubaldi, doppiatore, cantante e attore italiano (Milano, n. 1955)

## Drammaturghi(4)
- Pietro Antonio Caracciolo, commediografo italiano (Napoli, n. 1460)
- Pietro Cossa, drammaturgo italiano (Roma, n. 1830 - Livorno, † 1881)
- Pietro Ferrari, drammaturgo italiano
- Pietro Garinei, commediografo, regista teatrale e attore italiano (Trieste, n. 1919 - Roma, † 2006)

## Ebanisti(1)
- Pietro Piffetti, ebanista italiano (Torino, n. 1701 - Torino, † 1777)

## Economisti(5)
- Pietro Balestra, economista e statistico svizzero (Lugano, n. 1935 - Ginevra, † 2005)
- Pietro Garibaldi, economista italiano (Torino, n. 1968)
- Pietro Onida, economista italiano (Villanova Monteleone, n. 1902 - Milano, † 1982)
- Pier Carlo Padoan, economista e politico italiano (Roma, n. 1950)
- Pietro Veglio, economista svizzero (Bellinzona, n. 1944)

## Editori(6)
- Pietro Brandolese, editore italiano (Canda, n. 1754 - Padova, † 1809)
- Pietro Fraticelli, editore, critico letterario e matematico italiano (Firenze, n. 1803 - Firenze, † 1866)
- Pietro Laveglia, editore italiano (Monte San Giacomo, n. 1906 - Salerno, † 1985)
- Pietro Pacini, editore italiano (Pescia, n. 1440 - Firenze, † 1513)
- Pietro Piranesi, editore, politico e rivoluzionario italiano (Roma)
- Pietro Stefanoni, editore e antiquario italiano (Valstagna - Roma)

## Entomologi(1)
- Pietro Genduso, entomologo italiano (Palermo, n. 1922 - Palermo, † 1999)

## Esploratori(2)
- Pietro Felter, esploratore e diplomatico italiano (Roè Volciano, n. 1856 - Sabbio Chiese, † 1915)
- Pietro Savorgnan di Brazzà, esploratore italiano (Castel Gandolfo, n. 1852 - Dakar, † 1905)

## Etnomusicologi(1)
- Pietro Sassu, etnomusicologo e compositore italiano (Sassari, n. 1939 - Sassari, † 2001)

## Fantini(6)
- Pietro Betti, fantino italiano (Lucignano, n. 1822)
- Pietro De Angelis, fantino italiano (Cineto Romano, n. 1905 - Siena, † 1957)
- Pietro Fosci, fantino italiano (Arezzo, n. 1863 - Fossano, † 1895)
- Luigi Menghetti, fantino italiano (Empoli, n. 1762 - Empoli, † 1834)
- Pietro Locchi, fantino italiano (Chiusi, n. 1830 - Siena)
- Pietro Tarquini, fantino italiano (Montepulciano, n. 1827)

## Farmacisti(1)
- Pietro Pisanello, farmacista italiano (Venezia, n. 1816 - Venezia, † 1863)

## Filologi(4)
- Pietro G. Beltrami, filologo e lessicografo italiano (Roma, n. 1951)
- Pietro Umberto Dini, filologo, traduttore e linguista italiano (Pietrasanta, n. 1960)
- Pietro Marso, filologo e oratore italiano (Cese, n. 1441 - Roma, † 1511)
- Pietro Mazzucchelli, filologo e bibliografo italiano (Milano, n. 1762 - Milano, † 1829)

## Filosofi(15)
- Pietro Abelardo, filosofo, teologo e insegnante franco (Le Pallet, n. 1079 - Chalon-sur-Saône, † 1142)
- Pietro Archiati, filosofo, scrittore e editore italiano (Capriano del Colle, n. 1944 - Germania, † 2022)
- Pietro Aureolo, filosofo, teologo e arcivescovo francese (Gourdon - Avignone, † 1322)
- Pietro Ceretti, filosofo e letterato italiano (Intra, n. 1823 - Intra, † 1884)
- Pietro Chiodi, filosofo e partigiano italiano (Corteno Golgi, n. 1915 - Torino, † 1970)
- Pietro Mignosi, filosofo e critico letterario italiano (Palermo, n. 1895 - Milano, † 1937)
- Pietro Montani, filosofo e critico cinematografico italiano (Teramo, n. 1946)
- Pietro Perconti, filosofo italiano (Milano, n. 1968)
- Pietro d'Abano, filosofo, medico e astrologo italiano (Abano, n. 1250 - Abano, † 1316)
- Pietro di Spagna, filosofo
- Pietro Piovani, filosofo italiano (Napoli, n. 1922 - Napoli, † 1980)
- Pietro Pomponazzi, filosofo e umanista italiano (Mantova, n. 1462 - Bologna, † 1525)
- Pietro Prini, filosofo e storico della filosofia italiano (Belgirate, n. 1915 - Pavia, † 2008)
- Pietro Rossi, filosofo italiano (Torino, n. 1930 - † 2023)
- Pietro Ubaldi, filosofo e teologo italiano (Foligno, n. 1886 - São Vicente, † 1972)

## Fisarmonicisti(3)
- Pietro Deiro, fisarmonicista italiano (Salto Canavese, n. 1888 - † 1954)
- Pietro Frosini, fisarmonicista e compositore italiano (Mascalucia, n. 1885 - New York, † 1951)
- Pietro Roffi, fisarmonicista e compositore italiano (n. 1992)

## Fisici(6)
- Pietro Bassi, fisico italiano (Genova, n. 1922 - Lione, † 1984)
- Pietro Blaserna, fisico e politico italiano (Fiumicello, n. 1836 - Roma, † 1918)
- Pietro Cardani, fisico e politico italiano (Padova, n. 1858 - Parma, † 1924)
- Pietro Configliachi, fisico e religioso italiano (Milano, n. 1777 - Cernobbio, † 1844)
- Pietro Molossi, fisico italiano
- Pietro Petrini, fisico e inventore italiano (Pistoia, n. 1785 - Pisa, † 1822)

## Fisiologi(1)
- Pietro Albertoni, fisiologo e politico italiano (Gazoldo degli Ippoliti, n. 1849 - Bologna, † 1933)

## Fondisti(2)
- Daniele Pellissier, fondista e sciatore di pattuglia militare italiano (Valtournenche, n. 1904 - Genova, † 1972)
- Pietro Piller Cottrer, ex fondista italiano (Pieve di Cadore, n. 1974)

## Fotografi(5)
- Pietro Donzelli, fotografo italiano (Monte Carlo, n. 1915 - Milano, † 1998)
- Pietro Masturzo, fotografo italiano (Napoli, n. 1980)
- Pietro Poppi, fotografo e pittore italiano (Cento, n. 1833 - Bologna, † 1914)
- Pietro Tempestini, fotografo italiano (Roma, n. 1843 - Montecatini Terme, † 1917)
- Pietro Tulumello, fotografo italiano (Racalmuto, n. 1950)

## Francescani(2)
- Pietro di Giovanni Olivi, francescano, predicatore e teologo francese (Sérignan - Narbona, † 1298)
- Pietro da Sassoferrato, francescano italiano (Sassoferrato - Valencia, † 1231)

## Fumettisti(5)
- Pietro Gamba, fumettista e illustratore italiano (Varedo, n. 1925 - Barbaiana di Lainate, † 2008)
- Pietro Raschitelli, fumettista italiano (Sesto San Giovanni, n. 1929 - Milano, † 2018)
- Pietro Sartoris, fumettista italiano (Torino, n. 1926 - Torino, † 1989)
- Pietro Vitrano, fumettista e illustratore italiano (Trapani, n. 1973)
- Pietro B. Zemelo, fumettista italiano (Chioggia, n. 1985)

## Funzionari(2)
- Pietro Baratono, prefetto e politico italiano (Frosinone, n. 1884 - Roma, † 1947)
- Pietro Patrizio, funzionario bizantino (Tessalonica - Costantinopoli)

## Generali(26)
- Pietro Badoglio, generale e politico italiano (Grazzano Monferrato, n. 1871 - Grazzano Badoglio, † 1956)
- Pietro Belletti, generale italiano (Rocchetta Tanaro, n. 1884 - Roma, † 1950)
- Pietro Brunetta d'Usseaux, generale italiano (Pinerolo, n. 1831 - Genova, † 1904)
- Pietro Corsini, generale italiano (Roma, n. 1917 - Roma, † 1991)
- Pietro Frugoni, generale italiano (Brescia, n. 1851 - Brescia, † 1940)
- Pietro Giannattasio, generale e politico italiano (Civitella del Tronto, n. 1931 - Bracciano, † 2004)
- Pietro Loretelli, generale italiano (Sassoferrato, n. 1915 - Roma, † 1973)
- Pietro Maletti, generale italiano (Castiglione delle Stiviere, n. 1880 - Sidi Barrani, † 1940)
- Pietro Mannelli, generale italiano (San Romano, n. 1896 - Roma, † 1972)
- Pietro Maravigna, generale, storico e politico italiano (Catania, n. 1876 - Roma, † 1964)
- Tommaso Monti, generale italiano (Forlì, n. 1868 - Monte San Gabriele, † 1917)
- Pietro Fortunato Muraro, generale italiano (Longare, n. 1928 - Roma, † 2006)
- Pietro Piacentini, generale e aviatore italiano (Varmo, n. 1898 - Como, † 1963)
- Pietro, generale bizantino
- Pietro Pinna Parpaglia, generale e politico italiano (Pozzomaggiore, n. 1891 - Pozzomaggiore, † 1966)
- Pietro Pintor, generale italiano (Cagliari, n. 1880 - Cartosio, † 1940)
- Pietro Roselli, generale italiano (Roma, n. 1808 - Ancona, † 1885)
- Pietro Serino, generale italiano (Roma, n. 1960)
- Pietro Sgarlata, generale e dirigente sportivo italiano (Milano, n. 1937 - Soriano nel Cimino, † 2019)
- Pietro Teulié, generale e politico italiano (Milano, n. 1769 - Kolberg, † 1807)
- Pietro Verri, generale italiano (Bologna, n. 1908 - Firenze, † 1988)
- Pietro Carlo Maria Vial de Maton, generale francese (Nizza, n. 1777 - Roma, † 1863)
- Pietro Vivaldi Pasqua, generale italiano (Cagliari, n. 1785 - † 1856)
- Pietro Zaglio, generale italiano (Verona, n. 1885 - Belluno, † 1961)
- Pietro di Nocera, generale e nobile italiano (Castellammare di Stabia)
- Paolo Francesco di Sales di Thorens, generale e ambasciatore italiano (Annecy, n. 1778 - Thorens, † 1850)

## Geografi(2)
- Pietro Amat di San Filippo, geografo, storico e bibliografo italiano (Cagliari, n. 1826 - Roma, † 1895)
- Pietro Coppo, geografo e cartografo italiano (Venezia, n. 1470 - Isola d'Istria, † 1555)

## Geologi(1)
- Pietro Cuscani Politi, geologo e paleontologo italiano (Adrano, n. 1908 - Siena, † 1989)

## Gesuiti(6)
- Pietro Bandini, gesuita e missionario italiano (Forlì, n. 1852 - Little Rock, † 1917)
- Pietro Paolo Bombino, gesuita e umanista italiano (Cosenza, n. 1575 - Mantova, † 1648)
- Pietro Canisio, gesuita, teologo e santo olandese (Nimega, n. 1521 - Friburgo, † 1597)
- Pietro Chiari, gesuita, drammaturgo e scrittore italiano (Brescia, n. 1712 - Brescia, † 1785)
- Pietro Claver, gesuita, missionario e santo spagnolo (Verdú, n. 1581 - Cartagena, † 1654)
- Pietro Leoni, gesuita e missionario italiano (Premilcuore, n. 1909 - Montréal, † 1995)

## Ginecologi(1)
- Pietro Quinto, ginecologo italiano (Poggio Mirteto, n. 1904 - † 1987)

## Ginnasti(3)
- Pietro Bianchi, ginnasta italiano (Milano, n. 1888 - Milano, † 1965)
- Pietro Borsetti, ginnasta italiano (Ferrara, n. 1882 - Ferrara, † 1955)
- Pietro Bragaglia, ginnasta italiano (Ferrara, n. 1878 - Cagliari, † 1956)

## Giocatori di bridge(1)
- Pietro Forquet, giocatore di bridge italiano (Napoli, n. 1925 - † 2023)

## Giornalisti(22)
- Piero Badaloni, giornalista, scrittore e politico italiano (Roma, n. 1946)
- Pietro Maria Bardi, giornalista, critico d'arte e gallerista italiano (La Spezia, n. 1900 - San Paolo, † 1999)
- Pietro Boccabella, giornalista, commediografo e editore italiano (Notaresco, n. 1919 - Pescara, † 2005)
- Pietro Bolzon, giornalista e politico italiano (Genova, n. 1883 - Roma, † 1945)
- Pietro Calabrese, giornalista italiano (Roma, n. 1944 - Roma, † 2010)
- Pietro Croci, giornalista italiano (Agra, n. 1871 - Parigi, † 1938)
- Pietro Ghilarducci, giornalista e scrittore italiano (Viareggio, n. 1932 - Milano, † 2010)
- Pietro Giglio, giornalista italiano (Villeneuve, n. 1943)
- Pietro Giorgianni, giornalista italiano (Messina, n. 1935 - Milano, † 1989)
- Pietro Greco, giornalista, conduttore radiofonico e autore televisivo italiano (Barano d'Ischia, n. 1955 - Ischia, † 2020)
- Pietro Mancini, giornalista e politico italiano (Cosenza, n. 1952)
- Pietro Marino, giornalista e critico d'arte italiano (Bari, n. 1931)
- Piero Marrazzo, giornalista e conduttore televisivo italiano (Roma, n. 1958)
- Pietro Marsich, giornalista italiano (Venezia, n. 1891 - Venezia, † 1928)
- Pietro Mosetig, giornalista e patriota italiano (Trieste, n. 1833 - Milano, † 1911)
- Pietro Pinna, giornalista, scrittore e politico italiano (Dorgali, n. 1925 - Cagliari, † 2006)
- Pietro Silvio Rivetta, giornalista, scrittore e illustratore italiano (Roma, n. 1886 - Roma, † 1952)
- Pietro Sbarbaro, giornalista, sociologo e politico italiano (Savona, n. 1838 - Roma, † 1893)
- Pietro Senaldi, giornalista e opinionista italiano (Milano, n. 1969)
- Pietro Spataro, giornalista italiano (Roma, n. 1956)
- Pietro Spirito, giornalista e scrittore italiano (Caserta, n. 1961)
- Pietro Suber, giornalista e regista italiano (Roma, n. 1964)

## Giuristi(35)
- Pietro Luigi Albini, giurista e politico italiano (Vigevano, n. 1807 - Torino, † 1863)
- Pietro Barcellona, giurista e politico italiano (Catania, n. 1936 - San Giovanni la Punta, † 2013)
- Pietro Besozzi, giurista italiano (Milano - Milano, † 1443)
- Pietro Boattieri, giurista italiano (Bologna, n. 1260)
- Pietro Bonfante, giurista italiano (Poggio Mirteto, n. 1864 - Roma, † 1932)
- Pietro Capei, giurista italiano (Lucignano, n. 1796 - Firenze, † 1868)
- Pietro Caronelli, giurista e agronomo italiano (Conegliano, n. 1736 - Conegliano, † 1801)
- Pietro De Francisci, giurista e politico italiano (Roma, n. 1883 - Formia, † 1971)
- Pietro Delogu, giurista italiano (Cagliari, n. 1857 - Catania, † 1932)
- Pietro Dubois, giurista francese (Normandia - † 1312)
- Pietro Ellero, giurista, criminologo e politico italiano (Cordenons, n. 1833 - Roma, † 1933)
- Pietro Follerio, giurista italiano (Mercato San Severino, n. 1518 - † 1588)
- Pietro Furga, giurista italiano (San Martino dall'Argine, n. 1623 - Casale Monferrato, † 1667)
- Pietro de Fusco, giurista italiano (Cuccaro Vetere, n. 1638 - † 1703)
- Pietro Andrea Gambari, giurista e presbitero italiano (Casalfiumanese, n. 1480 - Viterbo, † 1528)
- Pieter Gillis, giurista e umanista fiammingo (Anversa, n. 1486 - Anversa, † 1533)
- Pietro Gismondi, giurista italiano (Roma, n. 1913 - Roma, † 1986)
- Pietro Grassi, giurista italiano (Milano, n. 1450 - Pavia, † 1505)
- Pietro Giuseppe Grasso, giurista italiano (Novara, n. 1930)
- Pietro Ichino, giurista, politico e sindacalista italiano (Milano, n. 1949)
- Pietro Niccolò Mozzi, giurista italiano
- Pietro Nuvolone, giurista italiano (Bergamo, n. 1917 - Parma, † 1985)
- Pietro Pattarini, giurista italiano (Imola - Firenze, † 1320)
- Pietro Perlingieri, giurista e politico italiano (Napoli, n. 1937)
- Pietro di ser Mino da Montevarchi, giurista e religioso italiano (Montevarchi - Firenze, † 1425)
- Pietro Piccolo da Monteforte, giurista e umanista italiano (Monteforte - Napoli, † 1384)
- Pietro Rescigno, giurista e avvocato italiano (Salerno, n. 1928)
- Pietro da Ravenna, giurista italiano (Ravenna, n. 1448 - Magonza, † 1508)
- Pietro Torelli, giurista, storico e archivista italiano (Mantova, n. 1880 - Mantova, † 1948)
- Pietro Trimarchi, giurista italiano (Napoli, n. 1934)
- Pietro degli Ubaldi, giurista italiano (Perugia, n. 1335)
- Pietro Virga, giurista e costituzionalista italiano (Palermo, n. 1920 - Palermo, † 2004)
- Pietro de Gregorio, giurista italiano (Messina, n. 1480 - Messina, † 1533)
- Pietro del Monte, giurista, umanista e vescovo cattolico italiano (Venezia - Roma, † 1457)
- Pietro d'Ancarano, giurista italiano (n. 1333 - † 1416)

## Glottologi(1)
- Pietro Merlo, glottologo e linguista italiano (Torino, n. 1850 - Passo del Cuvignone, † 1888)

## Grammatici(1)
- Pietro da Pisa, grammatico, religioso e poeta italiano (Pisa, n. 744 - Lombardia, † 799)

## Hockeisti su pista(1)
- Piero Drisaldi, hockeista su pista italiano (Galliate, n. 1904 - Novara, † 1985)

## Imperatori(2)
- Pietro II del Brasile, imperatore brasiliano (Rio de Janeiro, n. 1825 - Parigi, † 1891)
- Pietro II di Courtenay, imperatore francese (n. 1155 - † 1219)

## Imprenditori(30)
- Pietro Avondo, imprenditore italiano (Serravalle Sesia, n. 1760)
- Pietro Axerio Piazza, imprenditore e poeta italiano (Rima, n. 1827 - Varallo, † 1905)
- Pietro Baragiola, imprenditore e politico italiano (Como, n. 1854 - Orsenigo, † 1914)
- Pietro Barilla, imprenditore italiano (Parma, n. 1913 - Parma, † 1993)
- Pietro Barilla, imprenditore italiano (Parma, n. 1845 - Parma, † 1912)
- Pietro Beltrami, imprenditore e politico italiano (Bagnacavallo, n. 1812 - Firenze, † 1872)
- Pietro Beretta, imprenditore italiano (Gardone Val Trompia, n. 1870 - Gardone Val Trompia, † 1957)
- Pietro Buzzi, imprenditore italiano (Casale Monferrato, n. 1879 - Casale Monferrato, † 1940)
- Pietro Catelli, imprenditore italiano (Como, n. 1920 - Como, † 2006)
- Pietro Cazzola, imprenditore italiano (Schio, n. 1808 - Schio, † 1872)
- Pietro Ceccato, imprenditore italiano (Montecchio Maggiore, n. 1905 - Padova, † 1956)
- Pietro Ferrero, imprenditore italiano (Torino, n. 1963 - Camps Bay, † 2011)
- Pietro Franza, imprenditore e dirigente sportivo italiano (Messina, n. 1969)
- Pietro Frua, imprenditore e designer italiano (Torino, n. 1913 - Torino, † 1983)
- Pietro Gentilini, imprenditore italiano (Vergato, n. 1856 - Vergato, † 1943)
- Pietro Gussalli Beretta, imprenditore italiano (Brescia, n. 1962)
- Pietro Lunardi, imprenditore, ingegnere e politico italiano (Parma, n. 1939)
- Pietro Marzotto, imprenditore italiano (Valdagno, n. 1937 - Portogruaro, † 2018)
- Pietro Mezzaroma, imprenditore italiano (Roma, n. 1935)
- Pietro Miliani, imprenditore italiano (Fabriano, n. 1744 - Fabriano, † 1817)
- Pietro Niccolini, imprenditore, giornalista e politico italiano (Ferrara, n. 1866 - Ferrara, † 1939)
- Piero Pirelli, imprenditore italiano (Milano, n. 1881 - Milano, † 1956)
- Pietro Polar, imprenditore, magistrato e politico svizzero (Breganzona, n. 1773 - Breganzona, † 1845)
- Pietro Polenghi, imprenditore italiano (San Fiorano, n. 1852 - Codogno, † 1932)
- Pietro Robotti, imprenditore e filantropo italiano (Fubine, n. 1900 - New York City, † 1988)
- Pietro Salini, imprenditore e dirigente d'azienda italiano (Roma, n. 1958)
- Pietro Scibilia, imprenditore e dirigente sportivo italiano (Gioia Tauro, n. 1929 - Giulianova, † 2013)
- Pietro Sella, imprenditore italiano (Sella di Mosso, n. 1784 - Crocemosso, † 1827)
- Pietro Senn, imprenditore francese (Lione, n. 1767 - Livorno, † 1838)
- Pietro Sormani, imprenditore e politico italiano (Milano, n. 1849 - Missaglia, † 1934)

## Incisori(8)
- Pietro Amoretti, incisore italiano (San Pancrazio Parmense, n. 1766 - † 1840)
- Pietro Anderloni, incisore e pittore italiano (Brescia, n. 1785 - Cabiate, † 1849)
- Pietro Giampaoli, incisore e medaglista italiano (Urbignacco di Buja, n. 1898 - Roma, † 1998)
- Pietro Monaco, incisore italiano (Belluno, n. 1707 - Venezia, † 1772)
- Pietro Negrisolo, incisore italiano (Nove, n. 1813 - Vicenza, † 1890)
- Pietro Parigi, incisore italiano (Settimello, n. 1892 - Firenze, † 1990)
- Pietro Perfetti, incisore italiano (Piacenza, n. 1725 - Piacenza, † 1770)
- Pietro Sanchini, incisore italiano (Urbino, n. 1915 - Urbino, † 2002)

## Ingegneri(19)
- Pietro Andrea Abbati, ingegnere e poeta italiano (Modena, n. 1693 - † 1762)
- Pietro Agosti, ingegnere italiano (Bordighera, n. 1873 - Roma, † 1930)
- Pietro Alibrandi, ingegnere italiano (Roma, n. 1859 - Pisa, † 1921)
- Pietro Aschieri, ingegnere e architetto italiano (Roma, n. 1889 - Roma, † 1952)
- Pietro Antonio Barca, ingegnere e architetto italiano (Milano, n. 1586 - Milano, † 1639)
- Pietro Benini, ingegnere e imprenditore italiano (Lastra a Signa, n. 1813 - Firenze, † 1895)
- Luigi Burgo, ingegnere italiano (San Saturnino, n. 1876 - Torino, † 1964)
- Pietro Conti da Cilavegna, ingegnere e inventore italiano (Cilavegna, n. 1796 - Cilavegna, † 1856)
- Pietro Ferracin, ingegnere e politico italiano (Treviso, n. 1929 - Treviso, † 2009)
- Pietro Frosini, ingegnere italiano (San Miniato, n. 1896 - Roma, † 1974)
- Pietro Lanciani, ingegnere e architetto italiano (Roma, n. 1791 - † 1868)
- Pietro Loro Piana, ingegnere e imprenditore italiano (Trivero, n. 1883 - Cadeo, † 1941)
- Pietro Mallegori, ingegnere italiano (Bergamo, n. 1858 - Milano, † 1908)
- Pietro Morelli, ingegnere e aviatore italiano (Ascoli Piceno, n. 1924 - Torino, † 2008)
- Pietro Pensa, ingegnere e dirigente d'azienda italiano (Esino Lario, n. 1906 - Bellano, † 1996)
- Pietro Torta, ingegnere e esperantista italiano (n. 1896 - † 1973)
- Pietro Tortarolo, ingegnere e politico italiano (Genova, n. 1828 - Genova, † 1908)
- Pietro Vassalli, ingegnere italiano (Varese, n. 1976)
- Pietro de Nava, ingegnere italiano (Reggio Calabria, n. 1870 - Reggio Calabria, † 1944)

## Insegnanti(1)
- Pietro Leone, insegnante italiano (Caltanissetta, n. 1917 - Verona, † 1970)

## Intagliatori(2)
- Pietro di Tommaso del Minella, intagliatore e scultore italiano (Siena, n. 1391 - Siena, † 1458)
- Pietro Strobl junior, intagliatore italiano (Cles, n. 1642 - Cles, † 1713)

## Inventori(3)
- Pietro Pierini, inventore italiano
- Pietro Vassena, inventore e imprenditore italiano (Malgrate, n. 1897 - Lecco, † 1967)
- Pietro de Zanna, inventore italiano (Zornasco, n. 1779)

## Latinisti(1)
- Pietro Canal, latinista, politico e presbitero italiano (Venezia, n. 1807 - Crespano, † 1883)

## Letterati(4)
- Pietro Domenico Bartoloni, letterato italiano (Empoli, n. 1651)
- Pietro Dazzi, letterato e educatore italiano (Firenze, n. 1837 - Sesto Fiorentino, † 1896)
- Pietro Iacopo De Jennaro, letterato e nobile italiano (Napoli, n. 1463 - Napoli, † 1508)
- Pietro Odescalchi, letterato italiano (Roma, n. 1789 - Roma, † 1856)

## Librettisti(3)
- Pietro Antonio Bernardoni, librettista e drammaturgo italiano (Vignola, n. 1672 - Bologna, † 1714)
- Pietro Pariati, librettista e poeta italiano (Reggio Emilia, n. 1665 - Vienna, † 1733)
- Pietro Trinchera, librettista italiano (Napoli, n. 1707 - Napoli, † 1755)

## Linguisti(2)
- Pietro Bachi, linguista italiano (Palermo, n. 1787 - Boston, † 1853)
- Pietro Trifone, linguista italiano (Roma, n. 1951)

## Liutai(4)
- Pietro Gallinotti, liutaio italiano (Solero, n. 1885 - † 1979)
- Pietro II Guarneri, liutaio italiano (Cremona, n. 1695 - Venezia, † 1762)
- Pietro Antonio Lavazza, liutaio italiano († 1718)
- Pietro Pallotta, liutaio italiano (Perugia, n. 1755 - † 1830)

## Lottatori(3)
- Piero Bellotti, lottatore italiano (Torino, n. 1942 - Orbassano, † 2022)
- Pietro Lombardi, lottatore italiano (Bari, n. 1922 - Bari, † 2011)
- Pietro Marascalchi, lottatore e attore italiano (Venezia, n. 1931 - Cittadella, † 2019)

## Mafiosi(5)
- Pietro Aglieri, mafioso italiano (Palermo, n. 1959)
- Pietro Criaco, mafioso italiano (Africo, n. 1972)
- Pietro Torretta, mafioso italiano (Palermo, n. 1912 - Asinara, † 1975)
- Pietro Rampulla, mafioso italiano (Mistretta, n. 1952)
- Pietro Ribisi, mafioso italiano (Palma di Montechiaro, n. 1951 - Carinola, † 2012)

## Magistrati(18)
- Pietro Alberici, magistrato e politico italiano (Codogno, n. 1870 - Milano, † 1933)
- Pietro Alighieri, magistrato e critico letterario italiano (Firenze, n. 1300 - Treviso, † 1364)
- Pietro Barcellona, magistrato e politico italiano (Cefalù, n. 1866 - Roma, † 1952)
- Pietro Calogero, magistrato italiano (Pace del Mela, n. 1939)
- Pietro Carbone, magistrato italiano (Martina Franca, n. 1918 - Napoli, † 1990)
- Pietro Cotti, magistrato, avvocato e politico italiano (Grazzano Monferrato, n. 1826 - Roma, † 1912)
- Pietro Curzio, magistrato e giurista italiano (Bari, n. 1953)
- Pietro D'Amico, magistrato italiano (Vibo Valentia, n. 1951 - Basilea, † 2013)
- Pietro Di Giacomo, magistrato e politico italiano (Carovilli, n. 1911 - † 2001)
- Pietro Di Marco, magistrato e politico italiano (Palermo, n. 1831 - Roma, † 1904)
- Pietro Di Vico, magistrato e politico italiano (Maddaloni, n. 1853 - Roma, † 1939)
- Pietro Giammanco, magistrato italiano (Bagheria, n. 1931 - Palermo, † 2018)
- Pietro Lissia, magistrato e politico italiano (Calangianus, n. 1877 - Roma, † 1957)
- Pietro Milano Franco d'Aragona, magistrato e politico italiano (Napoli, n. 1853 - Santa Margherita Ligure, † 1942)
- Pietro Amato Perretta, magistrato e partigiano italiano (Laurenzana, n. 1885 - Milano, † 1944)
- Alessandro Pinelli, magistrato e politico italiano (Torino, n. 1798 - Genova, † 1868)
- Pietro Scaglione, magistrato italiano (Lercara Friddi, n. 1906 - Palermo, † 1971)
- Pietro Calà Ulloa, magistrato, politico e saggista italiano (Napoli, n. 1801 - Napoli, † 1879)

## Martellisti(1)
- Pietro Nava, martellista italiano

## Matematici(15)
- Pietro Abbati Marescotti, matematico italiano (Modena, n. 1768 - Modena, † 1842)
- Pietro Burgatti, matematico e fisico italiano (Cento, n. 1868 - Bologna, † 1938)
- Pietro Buzano, matematico italiano (Torino, n. 1911 - † 1993)
- Pietro Paolo Caravaggio, matematico e ingegnere militare italiano (Milano, n. 1617 - Milano, † 1688)
- Pietro Antonio Cataldi, matematico italiano (Bologna, n. 1552 - Bologna, † 1626)
- Pietro Cossali, matematico italiano (Verona, n. 1748 - Padova, † 1815)
- Pietro Ermenegildo Daniele, matematico italiano (Chivasso, n. 1875 - Agliano Terme, † 1949)
- Pietro De Martino, matematico e astronomo italiano (Faicchio, n. 1707 - Napoli, † 1746)
- Pietro Ferroni, matematico italiano (Firenze, n. 1745 - † 1825)
- Pietro Franchini, matematico italiano (Borgo a Mozzano, n. 1768 - Lucca, † 1837)
- Pietro Maggi, matematico e poeta italiano (Verona, n. 1809 - Padova, † 1854)
- Pietro Mengoli, matematico italiano (Bologna, n. 1626 - Bologna, † 1686)
- Pietro Paoli, matematico italiano (Livorno, n. 1759 - Firenze, † 1839)
- Pietro Tortorici, matematico italiano (Trapani, n. 1891 - Palermo, † 1966)
- Piero Villaggio, matematico e ingegnere italiano (Genova, n. 1932 - Rapallo, † 2014)

## Mecenati(1)
- Pietro di Niccolao della Seta, mecenate italiano (Pisa, n. 1564 - Villa di Corliano, † 1616)

## Medaglisti(1)
- Pietro Ferrea, medaglista e imprenditore italiano (Genova, n. 1848 - Genova, † 1915)

## Medici(38)
- Pietro Bairo, medico italiano (Bairo, n. 1468 - Torino, † 1558)
- Pietro Barliario, medico e alchimista italiano (Salerno, n. 1055 - † 1148)
- Pietro Bartolo, medico e politico italiano (Lampedusa e Linosa, n. 1956)
- Enrico Bayon, medico e entomologo italiano (Genova, n. 1876 - Little Shelford, † 1952)
- Pietro Berri, medico e musicologo italiano (Sanremo, n. 1901 - Genova, † 1979)
- Pietro Betti, medico italiano (Mangona, n. 1784 - Firenze, † 1863)
- Pietro Biffis, medico, militare e politico italiano (Mareno di Piave, n. 1883 - Treviso, † 1937)
- Pietro Bono, medico e alchimista italiano (Ferrara)
- Pietro Bresciani, medico italiano (Casalmaggiore)
- Pietro Bugli, medico e politico sammarinese (n. 1954)
- Pietro Capparoni, medico e storico italiano (Roma, n. 1868 - Roma, † 1947)
- Pietro Castellino, medico e politico italiano (Montevideo, n. 1864 - Bacoli, † 1933)
- Pietro Clerico, medico italiano (Salerno - Salerno)
- Pietro Cugini, medico italiano (Roma, n. 1936 - Roma, † 2020)
- Pietro Pacifico Gamondi, medico italiano (Valganna, n. 1914 - Luino, † 1993)
- Pietro Gradenigo, medico italiano (Venezia, n. 1831 - Padova, † 1904)
- Pietro Grocco, medico e politico italiano (Albonese, n. 1856 - Courmayeur, † 1916)
- Pietro Kuciukian, medico, saggista e pubblicista italiano (Arco, n. 1940)
- Pietro Lapini, medico, astrologo e giurista italiano (Montalcino - † 1449)
- Pietro Maestri, medico, statistico e patriota italiano (Milano, n. 1816 - Firenze, † 1871)
- Pietro Manni, medico italiano (Terni, n. 1778 - Roma, † 1839)
- Pietro Migliaccio, medico, nutrizionista e divulgatore scientifico italiano (Catanzaro, n. 1934 - Roma, † 2020)
- Pietro Moscati, medico, anatomista e politico italiano (Milano, n. 1739 - Milano, † 1824)
- Pietro Nati, medico e naturalista italiano (Firenze, n. 1624 - † 1715)
- Pietro Paganini, medico italiano (Oleggio, n. 1772 - Oleggio, † 1839)
- Pietro Panzeri, medico e chirurgo italiano (Sormano, n. 1849 - Milano, † 1901)
- Pietro Pellizzari, medico italiano (Firenze, n. 1823 - Firenze, † 1892)
- Pietro Pezzi, medico e scrittore italiano (Venezia, n. 1757 - Venezia, † 1826)
- Pietro Pfanner, medico e politico italiano (Lucca, n. 1864 - Lucca, † 1935)
- Pietro Rossi, medico e zoologo italiano (Firenze, n. 1738 - Pisa, † 1804)
- Pietro Rubini, medico italiano (Parma, n. 1760 - Parma, † 1819)
- Pietro Spangaro Jr., medico e patriota italiano (Ampezzo, n. 1836 - Pordenone, † 1912)
- Pietro Strada, medico e politico italiano (Scaldasole, n. 1812 - † 1877)
- Pietro Tabarrani, medico e anatomista italiano (Lombrici, n. 1702 - Siena, † 1780)
- Pietro Vannoni, medico italiano (Firenze, n. 1802 - Firenze, † 1876)
- Pietro Vasta, medico e politico italiano (Favara, n. 1872 - Favara, † 1909)
- Fratelli Vianeo, medico italiano
- Pietro Vigorelli, medico e psicoterapeuta italiano (Ponte di Legno, n. 1948)

## Mercanti(7)
- Pietro Massimo, mercante italiano (Roma - Roma, † 1489)
- Pietro di Bernardone, mercante italiano
- Pietro Querini, mercante e navigatore italiano (Venezia - † 1448)
- Pietro Sacconi, mercante e esploratore italiano (Borgonovo Val Tidone, n. 1840 - Kora Nagott, † 1883)
- Pietro Sardi, mercante italiano (n. 1666 - Livorno, † 1742)
- Pietro Vaglienti, mercante e scrittore italiano (Pisa, n. 1438 - Firenze, † 1514)
- Pietro Ziani, mercante, politico e diplomatico italiano (Venezia - Venezia, † 1229)

## Mezzofondisti(3)
- Pietro Arese, mezzofondista e siepista italiano (Torino, n. 1999)
- Pietro Riva, mezzofondista italiano (Alba, n. 1997)
- Piero Selvaggio, ex mezzofondista italiano (Palermo, n. 1958)

## Missionari(2)
- Pietro Calungsod, missionario e santo filippino (Ginatilan - Tumon, † 1672)
- Pietro Donders, missionario olandese (Tilburg, n. 1809 - Batavia, † 1887)

## Modelli(1)
- Pietro Boselli, modello italiano (Negrar, n. 1988)

## Monaci cristiani(6)
- Pietro Acotanto, monaco cristiano italiano (Venezia, † 1187)
- Pietro Bartolomeo, monaco cristiano e mistico francese (Marsiglia - Antiochia di Siria, † 1099)
- Pietro Colonna, monaco cristiano, teologo e orientalista italiano (Galatina, n. 1460 - Roma, † 1540)
- Pietro Diacono, monaco cristiano, scrittore e bibliotecario italiano (Roma - Montecassino)
- Pietro, monaco cristiano e arcivescovo ortodosso ucraino (Volinia - Mosca, † 1326)
- Pietro di Vaux de Cernay, monaco cristiano e storico francese († 1218)

## Montatori(1)
- Pietro Scalia, montatore italiano (Catania, n. 1960)

## Musicisti(4)
- Pietro Cantarelli, musicista, compositore e produttore discografico italiano (Parma, n. 1967)
- Pietro Capodieci, musicista e liutaio italiano (Roma, n. 1933)
- Pietro Pecchiai, musicista e docente italiano (Pisa, n. 1878 - Pisa, † 1958)
- P. Lion, musicista, cantante e produttore discografico italiano (Alzano Lombardo, n. 1959)

## Musicologi(1)
- Pietro Alfieri, musicologo, compositore e presbitero italiano (Roma, n. 1801 - Roma, † 1863)

## Naturalisti(2)
- Pietro Pavesi, naturalista, aracnologo e ornitologo italiano (Pavia, n. 1844 - Asso, † 1907)
- Pietro Zangheri, naturalista e scrittore italiano (Forlì, n. 1889 - Padova, † 1983)

## Navigatori(3)
- Pietro Gerardo Jansen, navigatore e scrittore italiano (Napoli, n. 1893 - † 1963)
- Pietro Rombulo, navigatore, mercante e diplomatico italiano (Messina, n. 1385)
- Pietro Venuti, marinaio italiano (Codroipo, n. 1912 - Mar Rosso, † 1940)

## Notai(4)
- Pietro d'Anzola, notaio e giurista italiano (Anzola, n. 1258 - Bologna, † 1312)
- Pietro da Prezza, notaio italiano
- Pietro da Moglio, notaio e letterato italiano († 1383)
- Pietro Scarpis, notaio e patriota italiano (Conegliano, n. 1832 - Conegliano, † 1900)

## Numismatici(1)
- Pietro Oddo, numismatico italiano (n. 1877 - † 1960)

## Nuotatori(2)
- Pietro Boscaini, nuotatore italiano (Roma, n. 1947 - Mar Tirreno, † 1973)
- Pietro Scevola, nuotatore, allenatore di calcio e calciatore italiano (Sampierdarena, n. 1900 - Imperia, † 1944)

## Oncologi(1)
- Pietro Bucalossi, oncologo e politico italiano (San Miniato, n. 1905 - Milano, † 1992)

## Orafi(1)
- Pietro Bernardino, orafo italiano (Firenze, n. 1475 - Mirandola, † 1502)

## Organari(1)
- Pietro Nachini, organaro italiano (Bulić, n. 1694 - Conegliano, † 1769)

## Organisti(2)
- Pietro Morandi, organista e compositore italiano (Bologna, n. 1745 - Senigallia, † 1815)
- Pietro Alessandro Yon, organista e compositore italiano (Settimo Vittone, n. 1886 - Huntington, † 1943)

## Ottici(1)
- Pietro Patroni, ottico italiano (n. 1676 - † 1744)

## Paleografi(1)
- Pietro Sella, paleografo, archivista e storico italiano (Biella, n. 1882 - Roma, † 1971)

## Pallanuotisti(2)
- Pietro Figlioli, pallanuotista italiano (Rio de Janeiro, n. 1984)
- Pietro Strafforello, pallanuotista italiano (Sanremo, n. 1991)

## Pallavolisti(2)
- Pietro Rinaldi, ex pallavolista italiano (Roma, n. 1972)
- Pietro Spada, ex pallavolista italiano (Fragagnano, n. 1971)

## Partigiani(10)
- Pietro Benedetti, partigiano italiano (Atessa, n. 1902 - Roma, † 1944)
- Pietro Borrotzu, partigiano italiano (Orani, n. 1921 - Sesta Godano, † 1944)
- Pietro Capuzi, partigiano italiano (Visso, n. 1890 - Ussita, † 1944)
- Pietro Dal Pozzo, partigiano e politico italiano (Ponte di Piave, n. 1898 - Treviso, † 1979)
- Pietro Dodi, partigiano italiano (Firenze, n. 1880 - Roma, † 1944)
- Pietro Ferraro, partigiano e imprenditore italiano (Venezia, n. 1908 - Roma, † 1974)
- Pietro Ferreira, partigiano italiano (Genova, n. 1921 - Torino, † 1945)
- Pietro Marchisio, partigiano italiano (Chiusa di Pesio - Bosnia, † 1944)
- Pietro Pajetta, partigiano italiano (Taino, n. 1914 - San Giuseppe di Casto, † 1944)
- Pietro Pandiani, partigiano e militare italiano (Taranto, n. 1915 - Merano, † 1972)

## Pastori protestanti(1)
- Pietro Taglialatela, pastore protestante, filosofo e scrittore italiano (Mondragone, n. 1829 - Roma, † 1913)

## Patologi(1)
- Pietro Rondoni, patologo e oncologo italiano (San Miniato, n. 1882 - Milano, † 1956)

## Patriarchi cattolici(8)
- Pietro Barbarigo, patriarca cattolico italiano (Venezia, n. 1671 - Venezia, † 1725)
- Pietro Cocco, patriarca cattolico italiano (Venezia - Venezia, † 1406)
- Pietro Francesco Contarini, patriarca cattolico italiano (Venezia, n. 1502 - Venezia, † 1555)
- Pietro Correr, patriarca cattolico italiano (Venezia)
- Pietro Gerra, patriarca cattolico italiano (Ferentino - Udine, † 1301)
- Pietro Marturio, patriarca cattolico italiano (Venezia, † 878)
- Pietro I, patriarca cattolico italiano
- Pietro d'Angoulême, patriarca cattolico francese († 1208)

## Patrioti(23)
- Pietro Fortunato Calvi, patriota italiano (Briana, n. 1817 - Lunetta, † 1855)
- Pietro Clementini, patriota italiano (Terni, n. 1821 - Mentana, † 1867)
- Pietro Doro, patriota italiano
- Pietro Foti, patriota e politico italiano (Reggio Calabria, n. 1828 - Reggio Calabria, † 1909)
- Pietro Frattini, patriota italiano (Vigo di Legnago, n. 1821 - Belfiore, † 1853)
- Pietro Giacomelli, patriota italiano (Noventa Vicentina, n. 1836 - Tribano, † 1908)
- Pietro Gerolamo Invernizzi, patriota italiano (Bergamo, n. 1833 - Genova, † 1880)
- Pietro Inviti, patriota, militare e politico italiano (Castel San Pietro dell'Emilia, n. 1821 - Bologna, † 1907)
- Pietro Lavagnolo, patriota e militare italiano (Udine, n. 1835 - Pettoranello del Molise, † 1860)
- Pietro Luzzi, patriota italiano († 1867)
- Pietro Michele Angelo Manini, patriota italiano (Castelnovo ne' Monti, n. 1814 - Reggio Emilia, † 1890)
- Pietro Marrelli, patriota italiano (Lucoli, n. 1799 - L'Aquila, † 1871)
- Pietro Marubi, patriota, fotografo e pittore italiano (Piacenza, n. 1834 - Scutari, † 1903)
- Pietro Minneci, patriota e scrittore italiano (Messina, n. 1826 - Messina, † 1873)
- Pietro Pedranzini, patriota italiano (Bormio, n. 1826 - Bormio, † 1903)
- Pietro Renzi, patriota italiano (Rimini, n. 1807 - Roma, † 1892)
- Pietro Ripari, patriota e medico italiano (Solarolo Rainerio, n. 1802 - Roma, † 1885)
- Pietro Aristeo Romeo, patriota e politico italiano (Santo Stefano in Aspromonte, n. 1817 - Santo Stefano in Aspromonte, † 1886)
- Pietro Scalcerle, patriota italiano (Thiene, n. 1830 - Roma, † 1849)
- Pietro Scaratti, patriota e militare italiano (Medole, n. 1840 - Medole, † 1912)
- Pietro Solazzi, patriota italiano (Montecarotto, n. 1827 - Jesi, † 1900)
- Pietro Spinazzi, patriota italiano (Parma - Genova)
- Pietro Wührer, patriota e imprenditore italiano (Brescia, n. 1847 - † 1912)

## Pattinatori di short track(1)
- Pietro Sighel, pattinatore di short track italiano (Trento, n. 1999)

## Pedagogisti(2)
- Pietro Pasquali, pedagogista italiano (Cremona, n. 1847 - Brescia, † 1921)
- Pietro Siciliani, pedagogista, filosofo e medico italiano (Galatina, n. 1832 - Firenze, † 1885)

## Pianisti(4)
- Pietro De Maria, pianista italiano (Venezia, n. 1967)
- Pietro Montani, pianista e compositore italiano (Corno Giovine, n. 1895 - Milano, † 1967)
- Pietro Scarpini, pianista italiano (Roma, n. 1911 - Firenze, † 1997)
- Pietro Taucher, pianista italiano (Padova, n. 1967)

## Piloti automobilistici(4)
- Pietro Bordino, pilota automobilistico italiano (Torino, n. 1887 - Alessandria, † 1928)
- Piero Carini, pilota automobilistico italiano (Genova, n. 1921 - Saint-Étienne, † 1957)
- Pietro Fittipaldi, pilota automobilistico brasiliano (Miami, n. 1996)
- Pietro Ghersi, pilota automobilistico e pilota motociclistico italiano (Genova, n. 1899 - Genova, † 1972)

## Piloti di rally(1)
- Pietro Elia Ometto, copilota di rally italiano (n. 1992)

## Poeti(33)
- Pietro Aretino, poeta, scrittore e drammaturgo italiano (Arezzo, n. 1492 - Venezia, † 1556)
- Pietro Bagnoli, poeta e librettista italiano (San Miniato, n. 1767 - San Miniato, † 1847)
- Pietro Baldi del Riccio, poeta e umanista italiano (Firenze, n. 1475 - Firenze, † 1507)
- Pietro da Barsegapè, poeta italiano (Milano)
- Pietro Bilancini, poeta e critico letterario italiano (Monteleone d'Orvieto, n. 1864 - Sassari, † 1895)
- Pietro Bracci, poeta, scrittore e politico italiano (Roma, n. 1864 - Roma, † 1902)
- Pietro Buratti, poeta italiano (Venezia, n. 1772 - Sambughè, † 1832)
- Pietro Casaburi Urries, poeta italiano (Napoli)
- Pietro Cimatti, poeta, scrittore e pittore italiano (Forlì, n. 1929 - Forlì, † 1991)
- Pietro Codronchi, poeta italiano (Imola, n. 1840 - Milano, † 1878)
- Pietro De Marchi, poeta e italianista svizzero (Seregno, n. 1958)
- Pietro Delitala, poeta italiano (Bosa - Bosa, † 1613)
- Pietro Ettoreo, poeta e umanista croato (Cittavecchia, n. 1487 - Cittavecchia, † 1572)
- Pietro dei Faitinelli, poeta italiano (Lucca - † 1349)
- Pietro Follador, poeta, presbitero e rivoluzionario italiano (Falcade, n. 1827 - Agordo, † 1872)
- Pietro Fortini, poeta, scrittore e commediografo italiano (Siena - Siena, † 1562)
- Pietro Fullone, poeta e letterato italiano (Palermo - Palermo, † 1670)
- Pietro Paolo Fusco, poeta e medico italiano (Pontelandolfo, n. 1880 - Santa Maria Capua Vetere, † 1918)
- Pietro Celestino Giannone, poeta e patriota italiano (Camposanto, n. 1791 - Firenze, † 1872)
- Pietro Cesare Larghi, poeta italiano (Milano - Milano, † 1755)
- Pietro Mandré, poeta e tipografo italiano (Roma, n. 1858 - Roma, † 1938)
- Pietro Mastri, poeta e avvocato italiano (Firenze, n. 1868 - Cava de' Tirreni, † 1932)
- Pietro Metastasio, poeta, librettista e drammaturgo italiano (Roma, n. 1698 - Vienna, † 1782)
- Pietro Michiele, poeta italiano (Venezia, n. 1603 - Venezia, † 1651)
- Pietro Milone, poeta italiano (Palmi, n. 1867 - Palmi, † 1933)
- Pietro Mura, poeta italiano (Isili, n. 1901 - Nuoro, † 1966)
- Pietro Nelli, poeta italiano (Siena, n. 1511 - † 1572)
- Pietro da Eboli, poeta italiano (Eboli)
- Pietro Ruggeri da Stabello, poeta italiano (Zogno, n. 1797 - Bergamo, † 1858)
- Pietro Susini, poeta e drammaturgo italiano (n. 1629 - † 1670)
- Pietro Tripodo, poeta e saggista italiano (Roma, n. 1948 - Roma, † 1999)
- Pietro Zanfrognini, poeta, filosofo e pittore italiano (San Prospero, n. 1885 - Modena, † 1942)
- Pietro Zorutti, poeta italiano (Lonzano del Collio, n. 1792 - Udine, † 1867)

## Politologi(1)
- Pietro Grilli di Cortona, politologo italiano (Firenze, n. 1954 - Roma, † 2015)

## Poliziotti(2)
- Pietro Alesi, carabiniere italiano (Montelibretti, n. 1962)
- Pietro Morici, carabiniere italiano (Valderice, n. 1956 - Monreale, † 1983)

## Predicatori(1)
- Pietro Igneo Grossi, predicatore italiano (Montevarchi, n. 1696 - Reggello, † 1785)

## Presbiteri(47)
- Pietro Allori, presbitero e compositore italiano (Gonnesa, n. 1925 - Iglesias, † 1985)
- Pietro Ardito, presbitero, saggista e critico letterario italiano (Nicastro, n. 1833 - Nicastro, † 1889)
- Pietro Avanzini, presbitero italiano (Roma, n. 1832 - Roma, † 1874)
- Pietro e Girolamo Ballerini, presbitero, teologo e filologo italiano (Verona, n. 1698 - Verona, † 1769)
- Pietro Bini, presbitero e educatore italiano (Firenze, n. 1593 - † 1635)
- Pietro Bonilli, presbitero italiano (San Lorenzo di Trevi, n. 1841 - Spoleto, † 1935)
- Pietro Cambiani, presbitero italiano (Ruffia, n. 1320 - Susa, † 1365)
- Pietro Capretto, presbitero, letterato e poeta italiano (Pordenone, n. 1426 - † 1504)
- Pietro Caramello, presbitero e filosofo italiano (Torino, n. 1908 - Torino, † 1997)
- Pietro Carbotti, presbitero italiano (Martina Franca - Lecce, † 1559)
- Pietro Casu, presbitero, scrittore e filologo italiano (Berchidda, n. 1878 - Berchidda, † 1954)
- Pietro Chanel, presbitero e missionario francese (Montrevel-en-Bresse, n. 1803 - Futuna, † 1841)
- Pietro Cortiula, presbitero italiano (Ovaro, † 1945)
- Pietro Antonio Crespi Castoldi, presbitero e storico italiano (Busto Arsizio, n. 1557 - † 1615)
- Pietro Cunill Padrós, presbitero spagnolo (Vic, n. 1903 - Barbastro, † 1936)
- Pietro Antonio Falco, presbitero e inventore italiano (Venasca, n. 1685 - Torino, † 1752)
- Pietro Fanciulli, presbitero, matematico e letterato italiano (Porto Santo Stefano, n. 1920 - Orbetello, † 2012)
- Pietro Cirneo, presbitero e storico italiano (Pughjalu di Felce, n. 1447 - Sant'Andrea di Campoloro, † 1506)
- Pietro Fourier, presbitero francese (Mirecourt, n. 1565 - Gray, † 1640)
- Pietro Gazzola, presbitero italiano (Coli, n. 1856 - Livorno, † 1915)
- Pierino Gelmini, presbitero italiano (Pozzuolo Martesana, n. 1925 - Amelia, † 2014)
- Pietro Leonardi, presbitero italiano (Verona, n. 1769 - † 1844)
- Pietro Magri, presbitero italiano (Palermo, n. 1622 - Altamura, † 1688)
- Pietro Manelfi, presbitero italiano (Monte San Vito, n. 1519)
- Pietro Matranga, presbitero italiano (Piana degli Albanesi, n. 1807 - Piana degli Albanesi, † 1855)
- Pietro Mongini, prete italiano (Soriso, n. 1806 - Torino, † 1886)
- Pietro Paolo Oros, presbitero ungherese (Biri, n. 1917 - Sil'ce, † 1953)
- Pietro Palazzo, presbitero italiano (Comiso, n. 1576 - Comiso, † 1648)
- Pietro Pappagallo, presbitero e antifascista italiano (Terlizzi, n. 1888 - Roma, † 1944)
- Pietro Paolo Parzanese, presbitero, poeta e traduttore italiano (Ariano, n. 1809 - Napoli, † 1852)
- Pietro Nolasco Perra, prete italiano (Gergei, n. 1574 - Valencia, † 1606)
- Pietro da Verona, presbitero, predicatore e santo italiano (Verona - Seveso, † 1252)
- Pietro Casani, presbitero italiano (Lucca, n. 1572 - Roma, † 1647)
- Pietro Vo Dang Khoa, presbitero vietnamita (Shanghai, n. 1790 - † 1838)
- Pietro di Duisburg, presbitero tedesco
- Pietro Giacomo da Pesaro, presbitero italiano (Pesaro - Valmanente)
- Pietro Ricaldone, presbitero e scrittore italiano (Mirabello Monferrato, n. 1870 - Torino, † 1951)
- Pietro Porta, presbitero e botanico italiano (Valvestino, n. 1832 - Riva del Garda, † 1923)
- Pietro Solero, presbitero, militare e alpinista italiano (Tonengo, n. 1911 - Torino, † 1973)
- Pietro Soriano, presbitero italiano (n. 1515 - † 1588)
- Pietro Angelo Stefani, presbitero e letterato italiano (Magasa, n. 1725 - Brescia, † 1810)
- Pietro Antonio Stefani, presbitero e scrittore italiano (Magasa, n. 1733 - Magasa, † 1808)
- Pietro Tacchi Venturi, presbitero e storico italiano (San Severino Marche, n. 1861 - Roma, † 1956)
- Pietro Tamburini, presbitero, teologo e giurista italiano (Brescia, n. 1737 - Pavia, † 1827)
- Pietro Trương Văn Thi, presbitero vietnamita (Ké-So, n. 1763 - Hanoi, † 1839)
- Pietro di Dacia, presbitero svedese (Gotland - Visby, † 1289)
- Pietro di Nocera, presbitero e nobile italiano (Secondigliano, n. 1840 - Secondigliano, † 1911)

## Principi(19)
- Pietro Napoleone Bonaparte, principe francese (Roma, n. 1815 - Parigi, † 1881)
- Giorgio di Oldenburg, principe (Oldenburg, n. 1784 - Tver', † 1812)
- Pietro di Salerno, principe longobardo († 855)
- Pietro di Aragona, principe (n. 1275 - Tordehumos, † 1296)
- Pietro di Braganza, principe brasiliano (Rio de Janeiro, n. 1848 - Rio de Janeiro, † 1850)
- Pietro di Sicilia, principe (Catania, n. 1398 - Catania, † 1400)
- Pietro di Schleswig-Holstein, principe tedesco (Güby, n. 1922 - Thumby, † 1980)
- Pietro d'Aviz, principe (Lisbona, n. 1392 - Vila Franca de Xira, † 1449)
- Pietro di Trastámara, principe (Castiglia, n. 1406 - Napoli, † 1438)
- Pietro Augusto di Sassonia-Coburgo-Koháry, principe (Rio de Janeiro, n. 1866 - Tulln an der Donau, † 1934)
- Pietro di Aragona, principe italiano (Napoli, n. 1472 - Napoli, † 1491)
- Pietro d'Orléans-Braganza, principe brasiliano (Petrópolis, n. 1875 - Petrópolis, † 1940)
- Pietro di Borbone-Due Sicilie, principe spagnolo (Madrid, n. 1968)
- Pietro di Castiglia, principe spagnolo (Siviglia, n. 1260 - Ledesma, † 1283)
- Pietro di Castiglia, principe spagnolo (Valladolid, n. 1290 - Granada, † 1319)
- Pietro III di Empúries, principe († 1402)
- Pietro di Grecia, principe greco (Corfù, n. 1908 - Londra, † 1980)
- Pietro di Navarra, principe (Évreux, n. 1366 - Nevers, † 1412)
- Pietro l'Iberico, principe, teologo e filosofo georgiano (Yavne, † 491)

## Produttori cinematografici(2)
- Pietro Innocenzi, produttore cinematografico italiano (Roma)
- Pete Maggi, produttore cinematografico italiano (Milano, n. 1964)

## Produttori teatrali(1)
- Piero Sciotto, produttore teatrale, scrittore e musicista italiano (Catania, n. 1949)

## Produttori televisivi(2)
- Pietro Campedelli, produttore televisivo e dirigente d'azienda italiano (Milano, n. 1932)
- Pietro Valsecchi, produttore televisivo e produttore cinematografico italiano (Crema, n. 1953)

## Progettisti(1)
- Pietro Trespidi, progettista e imprenditore italiano (Stradella, n. 1897 - Stradella, † 1976)

## Pugili(1)
- Pietro Aurino, ex pugile italiano (Torre Annunziata, n. 1976)

## Rapper(2)
- Sparo Manero, rapper italiano (Roma, n. 1977)
- Tredici Pietro, rapper e cantante italiano (Bologna, n. 1997)

## Registi(6)
- Pietro Francisci, regista e sceneggiatore italiano (Roma, n. 1906 - Roma, † 1977)
- Pietro Germi, regista, sceneggiatore e attore italiano (Genova, n. 1914 - Roma, † 1974)
- Pietro Marcello, regista e sceneggiatore italiano (Caserta, n. 1976)
- Pietro Masserano Taricco, regista italiano (Iglesias, n. 1914)
- Pietro Mereu, regista e autore televisivo italiano (Lanusei, n. 1972)
- Pietro Reggiani, regista e produttore cinematografico italiano (Verona, n. 1966)

## Registi teatrali(1)
- Pietro Carriglio, regista teatrale e scenografo italiano (Trapani, n. 1938)

## Religiosi(33)
- Pietro d'Arbués, religioso spagnolo (Épila, n. 1441 - Saragozza, † 1485)
- Pietro Francesco Baccarini, religioso italiano (n. 1600 - † 1678)
- Pietro Barignano, religioso e poeta italiano (Pesaro)
- Pietro Calò, religioso italiano (Chioggia - Cividale, † 1348)
- Pietro Capucci, religioso italiano (Città di Castello, n. 1390 - Cortona, † 1445)
- Pietro Cattani, religioso italiano (Assisi - Assisi, † 1221)
- Pietro Crisci da Foligno, religioso italiano (n. 1243 - † 1323)
- Pietro Gambacorta, religioso italiano (Pisa, n. 1355 - Venezia, † 1435)
- Pietro García Bernal, religioso spagnolo (Santa Cruz de la Salceda, n. 1911 - Barbastro, † 1936)
- Pietro Geremia, religioso italiano (Palermo, n. 1399 - Palermo, † 1452)
- Pedro González, religioso spagnolo (Astorga, n. 1190 - Tui, † 1246)
- Pietro Magri, religioso e organista italiano (Vigarano Mainarda, n. 1873 - Oropa, † 1937)
- Pietro Maldotti, religioso e missionario italiano (Polesine Parmense, n. 1862 - Genova, † 1939)
- Pietro Massolo, religioso e letterato italiano (Venezia, n. 1520 - Mantova, † 1590)
- Pietro da Mogliano, religioso italiano (Mogliano, n. 1435 - † 1490)
- Pietro Monte, religioso e meteorologo italiano (Tonengo Canavese, n. 1823 - Livorno, † 1888)
- Pietro Paolo Navarro, religioso italiano (Laino Borgo, n. 1560 - Shimabara, † 1622)
- Pietro Nolasco, religioso francese (Mas-Saintes-Puelles - Barcellona, † 1256)
- Pietro Pascal e Catalano Fabri, religioso francese (Monfil, † 1321)
- Pietro Petroni, religioso italiano (Siena, n. 1311 - Maggiano, † 1361)
- Pier Pettinaio, religioso e mercante italiano (Campi - Siena, † 1289)
- Pietro da Napoli, religioso italiano
- Pietro di Castelnau, religioso francese (n. 1170 - Trinquetaille, † 1208)
- Pietro da Gubbio, religioso italiano (Gubbio - Gubbio)
- Pietro da Macerata, religioso italiano
- Pietro di Lucedio, religioso e patriarca cattolico italiano (Piemonte - † 1216)
- Pietro Armengol, religioso spagnolo (Guardia de Prats, n. 1238 - Algeri, † 1304)
- Pietro d'Alcántara, religioso, presbitero e santo spagnolo (Alcántara, n. 1499 - Arenas, † 1562)
- Pietro da Cuneo, religioso italiano (Cuneo - Valencia, † 1322)
- Pietro di Kruticy, religioso e santo russo (Storoževoje, n. 1862 - Magnitogorsk, † 1937)
- Pietro Regalado, religioso, presbitero e santo spagnolo (Valladolid, n. 1390 - La Aguilera, † 1456)
- Pietro Paolo Rucellai, religioso italiano (Firenze)
- Pietro Villano, religioso italiano

## Rivoluzionari(1)
- Pietro Mileti, rivoluzionario e patriota italiano (Grimaldi, n. 1793 - Nocera Terinese, † 1848)

## Rugbisti a 15(2)
- Pietro Ceccarelli, rugbista a 15 italiano (Roma, n. 1992)
- Pietro Reale, rugbista a 15 italiano (Rovigo, n. 1963 - Rovigo, † 2022)

## Saggisti(4)
- Pietro Arienti, saggista e storico italiano (Seregno, n. 1961)
- Pietro Giannone, saggista, giurista e storico italiano (Ischitella, n. 1676 - Torino, † 1748)
- Pietro Napoli Signorelli, saggista, storiografo e scrittore italiano (Napoli, n. 1731 - Napoli, † 1815)
- Pietro Piro, saggista italiano (Termini Imerese, n. 1978)

## Sassofonisti(1)
- Pietro Tonolo, sassofonista e compositore italiano (Mirano, n. 1959)

## Scacchisti(3)
- Pietro Carrera, scacchista e scrittore italiano (Militello in Val di Noto, n. 1573 - Messina, † 1647)
- Pietro Ponzetto, scacchista italiano (Torino, n. 1952)
- Pietro Seni, scacchista italiano (Roma, n. 1841 - Roma, † 1909)

## Scenografi(2)
- Pietro Giovanni Abbati, scenografo, pittore e incisore italiano (Parma - Parma, † 1745)
- Piero Zuffi, scenografo italiano (Imola, n. 1919 - Roma, † 2006)

## Schermidori(2)
- Pietro Speciale, schermidore italiano (Palermo, n. 1876 - Palermo, † 1945)
- Pietro Torre, schermidore italiano (Livorno, n. 2002)

## Sciatori alpini(4)
- Pietro Canzio, ex sciatore alpino italiano (Trieste, n. 1998)
- Pietro Giovanni Motterlini, sciatore alpino italiano (n. 2004)
- Pietro Vitalini, ex sciatore alpino italiano (Bormio, n. 1967)
- Pietro Zazzi, sciatore alpino italiano (n. 1994)

## Scienziati(1)
- Pietro Paleocapa, scienziato, politico e ingegnere italiano (Nese, n. 1788 - Torino, † 1869)

## Scrittori(34)
- Pietro Alfonsi, scrittore, teologo e astronomo spagnolo
- Corrado Antani, scrittore, sceneggiatore e drammaturgo italiano (Rovigo, n. 1973)
- Pietro Belfiore, scrittore e regista italiano (Milano, n. 1986)
- Pietro Boccia, scrittore, sociologo e giornalista italiano (Baia e Latina, n. 1944)
- Pietro Bongo, scrittore italiano (Bergamo - † 1601)
- Pietro Borsieri, scrittore e patriota italiano (Milano, n. 1788 - Belgirate, † 1852)
- Pietro Calepio, scrittore italiano (Calepio, n. 1693 - Bergamo, † 1762)
- Pietro Caracciolo, scrittore e storico italiano (Messina, n. 1952)
- Pietro Casola, scrittore e presbitero italiano (Milano, n. 1427 - Corbetta, † 1507)
- Pietro Citati, scrittore, saggista e critico letterario italiano (Firenze, n. 1930 - Roccamare, † 2022)
- Pietro Coccoluto Ferrigni, scrittore, avvocato e patriota italiano (Livorno, n. 1836 - Firenze, † 1895)
- Pietro Della Valle, scrittore italiano (Roma, n. 1586 - Roma, † 1652)
- Pietro Di Donato, scrittore statunitense (West Hoboken, n. 1911 - New York, † 1992)
- Pietro Fanfani, scrittore, filologo e funzionario italiano (Collesalvetti, n. 1815 - Firenze, † 1879)
- Pietro Frediani, scrittore e poeta italiano (Buti, n. 1775 - † 1857)
- Piero Gadda Conti, scrittore, critico cinematografico e traduttore italiano (Milano, n. 1902 - Arzo, † 1999)
- Pietro Galletto, scrittore italiano (Treviso, n. 1929)
- Pietro Gandolfi, scrittore italiano (Piacenza, n. 1979)
- Pietro Giordani, scrittore italiano (Piacenza, n. 1774 - Parma, † 1848)
- Pietro Giuria, scrittore, poeta e pittore italiano (Savona, n. 1816 - Genova, † 1876)
- Pietro Grossi, scrittore italiano (Firenze, n. 1978)
- Pietro Pancrazi, scrittore e critico letterario italiano (Cortona, n. 1893 - Firenze, † 1952)
- Pietro de' Crescenzi, scrittore e agronomo italiano (Bologna, n. 1233 - † 1320)
- Pietro Suddiacono, scrittore italiano
- Pietro Ramella, scrittore e saggista italiano (Castellamonte, n. 1932)
- Pietro Sissa, scrittore italiano (Castellucchio, n. 1915 - Milano, † 1989)
- Pietro Someda de Marco, scrittore e storico italiano (Mereto di Tomba, n. 1891 - Mereto di Tomba, † 1970)
- Pietro Speranza, scrittore italiano (Vallo della Lucania, n. 1951)
- Piero Tarticchio, scrittore e grafico italiano (Gallesano, n. 1936)
- Pietro Thouar, scrittore italiano (Firenze, n. 1809 - Firenze, † 1861)
- Pietro Turchetti, scrittore e saggista italiano (Catania, n. 1949)
- Pietro Vigo, scrittore e storico italiano (Livorno, n. 1856 - Livorno, † 1918)
- Pietro Zani, scrittore, poeta e critico d'arte italiano (Borgo San Donnino, n. 1748 - Borgo San Donnino, † 1821)
- Pietro Zullino, scrittore e giornalista italiano (Torino, n. 1936 - Roma, † 2012)

## Sindacalisti(7)
- Pietro Bellotti, sindacalista, politico e antifascista italiano (Ronago, n. 1867 - Erba, † 1950)
- Pietro Besate, sindacalista, politico e compositore italiano (Borgovercelli, n. 1919 - Borgovercelli, † 1984)
- Pietro e Maria Botto, sindacalista italiano (Biella, n. 1864 - Haledon, † 1945)
- Pietro Capoferri, sindacalista, politico e dirigente sportivo italiano (Colognola al Piano, n. 1892 - Bergamo, † 1989)
- Pietro Ferrero, sindacalista e anarchico italiano (Grugliasco, n. 1892 - Torino, † 1922)
- Pietro Gasperoni, sindacalista e politico italiano (Novafeltria, n. 1947)
- Pietro Larizza, sindacalista e politico italiano (Reggio Calabria, n. 1935 - Roma, † 2021)

## Sollevatori(2)
- Pietro Bianchi, sollevatore italiano (Genova, n. 1895 - Genova, † 1962)
- Pietro Masala, sollevatore italiano (Sennori, n. 1944 - Heidelberg, † 1998)

## Sopranisti(1)
- Pietro Benedetti, sopranista e contraltista italiano

## Sovrani(25)
- Pietro I di Serbia, re serbo (Belgrado, n. 1844 - Belgrado, † 1921)
- Pietro Orseolo d'Ungheria, re ungherese (Venezia, n. 1011 - Albareale)
- Pietro I di Oldenburg, sovrano tedesco (Riesenburg, n. 1755 - Wiesbaden, † 1829)
- Pietro III di Arborea, sovrano (n. 1314 - † 1347)
- Pietro II di Arborea, sovrano († 1241)
- Pietro I di Arborea, sovrano (Oristano - Pisa, † 1206)
- Pietro IV di Bulgaria, sovrano bulgaro († 1197)
- Pietro I del Brasile, re portoghese (Queluz, n. 1798 - Queluz, † 1834)
- Pietro I del Portogallo, re portoghese (Coimbra, n. 1320 - Estremoz, † 1367)
- Pietro I d'Aragona, re (Valle de Hecho - Val d'Aran, † 1104)
- Pietro I di Castiglia, re spagnolo (Burgos, n. 1334 - Montiel, † 1369)
- Pietro II d'Aragona, re (Huesca - Muret, † 1213)
- Pietro II del Portogallo, re portoghese (Lisbona, n. 1648 - Alcântara, † 1706)
- Pietro II di Cipro, re (Nicosia, n. 1357 - Nicosia, † 1382)
- Pietro II di Russia, sovrano russo (San Pietroburgo, n. 1715 - Mosca, † 1730)
- Pietro II di Sicilia, re (Parco, n. 1305 - Calascibetta, † 1342)
- Pietro III d'Aragona, re (Valencia, n. 1239 - Vilafranca del Penedès, † 1285)
- Pietro III del Portogallo, sovrano portoghese (Lisbona, n. 1717 - Queluz, † 1786)
- Pietro III di Russia, sovrano russo (Kiel, n. 1728 - Ropša, † 1762)
- Pietro IV d'Aragona, re (Balaguer, n. 1319 - Barcellona, † 1387)
- Pietro VII del Congo, re (Mbanza Congo - Mbanza Congo, † 1910)
- Pietro V del Portogallo, re portoghese (Lisbona, n. 1837 - Lisbona, † 1861)
- Pietro I di Bulgaria, sovrano bulgaro (Preslav - Costantinopoli, † 970)
- Pietro I di Cipro, re (Nicosia, n. 1328 - Nicosia, † 1369)
- Pietro II di Oldenburg, sovrano tedesco (Oldenburg, n. 1827 - Rastede, † 1900)

## Statistici(1)
- Pietro Massimo Busetta, statistico e economista italiano (Palermo, n. 1947)

## Stilisti(1)
- Pietro Iantorni, stilista italiano (Marano Marchesato, n. 1874 - Chevreuse Francia, † 1936)

## Storici(27)
- Petro Azario, storico italiano (Novara, n. 1312)
- Pietro Giovanni Boateri, storico italiano (Asti, n. 1747 - Asti, † 1807)
- Pietro Battista Borgo, storico italiano (Genova - † 1649)
- Pietro Caporilli, storico, scrittore e giornalista italiano (Alatri, n. 1901 - Roma, † 1977)
- Pietro Colletta, storico e generale italiano (Napoli, n. 1775 - Firenze, † 1831)
- Pietro Custodi, storico, letterato e politico italiano (Galliate, n. 1771 - Galbiate, † 1842)
- Pietro Dalena, storico italiano (Mottola, n. 1949)
- Pietro Ebner, storico e numismatico italiano (Ceraso, n. 1904 - Ceraso, † 1988)
- Pietro Egidi, storico italiano (Viterbo, n. 1872 - La Souche, † 1929)
- Pietro Fedele, storico e politico italiano (Traetto, n. 1873 - Roma, † 1943)
- Pietro Gioffredo, storico italiano (Nizza, n. 1629 - Nizza, † 1692)
- Pietro Gradenigo, storico italiano (Venezia, n. 1695 - Venezia, † 1776)
- Pietro Kandler, storico, archeologo e giurista italiano (Trieste, n. 1804 - Trieste, † 1872)
- Pietro Martini, storico, bibliotecario e politico italiano (Cagliari, n. 1800 - Cagliari, † 1866)
- Pietro Neglie, storico italiano (Roma, n. 1958)
- Pietro Orsi, storico e politico italiano (Acqui Terme, n. 1863 - Venezia, † 1943)
- Pietro Pastorelli, storico italiano (Napoli, n. 1932 - Roma, † 2013)
- Pietro Martire d'Anghiera, storico italiano (Arona, n. 1457 - Granada, † 1526)
- Pietro Tudebode, storico francese
- Pietro Pollidori, storiografo italiano (Fossacesia, n. 1687 - Roma, † 1748)
- Pietro Ranzano, storico, umanista e vescovo cattolico italiano (Palermo - Lucera)
- Pietro Maria Rocca, storico italiano (Alcamo, n. 1847 - Alcamo, † 1918)
- Pietro Saraceno, storico italiano (Pisa, n. 1940 - Lecco, † 1998)
- Pietro Scoppola, storico e politico italiano (Roma, n. 1926 - Roma, † 2007)
- Pietro Silva, storico italiano (Parma, n. 1887 - Bologna, † 1954)
- Pietro Vaccari, storico e politico italiano (Bastida de' Dossi, n. 1880 - Pavia, † 1976)
- Pietro Zerbi, storico e presbitero italiano (Saronno, n. 1922 - Milano, † 2008)

## Storici dell'arte(3)
- Pietro D'Achiardi, storico dell'arte, critico d'arte e pittore italiano (Pisa, n. 1879 - Roma, † 1940)
- Pietro Toesca, storico dell'arte italiano (Pietra Ligure, n. 1877 - Roma, † 1962)
- Pietro Zampetti, storico dell'arte e critico d'arte italiano (Ancona, n. 1913 - Treviso, † 2011)

## Storici della filosofia(1)
- Pietro Antonio Corte, storico della filosofia italiano (San Michele Mondovì, n. 1804 - Torino, † 1876)

## Storici della scienza(4)
- Pietro Corsi, storico della scienza italiano (Trieste, n. 1948)
- Pietro Alessandro Giustini, storico della scienza italiano (Amelia, n. 1939 - Roma, † 2007)
- Pietro Pagnini, storico della scienza italiano (Firenze, n. 1875 - Firenze, † 1954)
- Pietro Redondi, storico della scienza e scrittore italiano (Milano, n. 1950)

## Tennisti(2)
- Pietro Marzano, ex tennista italiano (Napoli, n. 1949)
- Pietro Pennisi, ex tennista italiano (Firenze, n. 1970)

## Tenori(6)
- Pietro Ballo, tenore italiano (Palermo, n. 1952)
- Pietro Carapellucci, tenore, cantore e direttore di coro italiano (Pratola Peligna, n. 1922 - Roma, † 1993)
- Pietro Fongaro, tenore italiano (Piacenza d'Adige, n. 1939 - Monselice, † 2016)
- Pietro Massini, tenore italiano (Brescia, n. 1796)
- Pietro Mongini, tenore italiano (Roma, n. 1828 - Milano, † 1874)
- Pietro Neri-Baraldi, tenore italiano (Minerbio, n. 1828 - Bologna, † 1902)

## Teologi(13)
- Pietro Arcudio, teologo greco (Corfù, n. 1562 - Roma, † 1633)
- Pietro Bolognesi, teologo italiano (Bologna, n. 1946)
- Pietro Cantore, teologo francese (Longpont, † 1197)
- Pietro Comestore, teologo e scrittore francese (Troyes, n. 1100 - Abbazia di San Vittore, † 1179)
- Pietro Favre, teologo francese (Villaret, n. 1506 - Roma, † 1546)
- Pietro Lombardo, teologo e vescovo italiano (Lumellogno di Novara, n. 1100 - Parigi, † 1160)
- Pietro da Bergamo, teologo italiano (Bergamo - Piacenza, † 1482)
- Pietro della Palude, teologo e patriarca cattolico francese (Varambon - Parigi, † 1342)
- Pietro di Toledo, teologo, arabista e traduttore spagnolo (Toledo)
- Pietro di Poitiers, teologo francese (Parigi, † 1205)
- Pietro III di Alessandria, teologo, santo e vescovo greco antico (Egitto - Egitto, † 489)
- Pietro Paolo Vergerio, teologo, vescovo cattolico e vescovo luterano italiano (Capodistria, n. 1498 - Tubinga, † 1565)
- Pietro Martire Vermigli, teologo italiano (Firenze, n. 1499 - Zurigo, † 1562)

## Teorici dell'architettura(1)
- Pietro Cataneo, teorico dell'architettura, architetto e matematico italiano (Siena)

## Teorici della musica(1)
- Pietro Aaron, teorico della musica e musicologo italiano (Firenze - Venezia)

## Tipografi(2)
- Pietro Perna, tipografo italiano (Villa Basilica, n. 1519 - Basilea, † 1582)
- Pietro Paolo Porro, tipografo e incisore italiano (Milano - Torino)

## Traduttori(2)
- Pietro Lauro, traduttore, scrittore e divulgatore scientifico italiano (Modena - Venezia)
- Pietro Marchesani, traduttore italiano (Verona, n. 1942 - Genova, † 2011)

## Trovatori(3)
- Pietro Alfonso, conte di Barcelos, trovatore portoghese (n. 1287 - Lalim, † 1354)
- Pietro de la Mula, trovatore italiano
- Pietro Guglielmo di Luserna, trovatore e poeta italiano

## Ultramaratoneti(1)
- Pietro Colnaghi, ultramaratoneta e maratoneta italiano (n. 1974)

## Umanisti(6)
- Pietro Alcionio, umanista e traduttore italiano (Venezia, n. 1487 - Roma)
- Pietro Carnesecchi, umanista e funzionario italiano (Firenze, n. 1508 - Roma, † 1567)
- Pietro Luci, umanista, poeta e teologo fiammingo (Bruxelles, n. 1548 - Bruxelles, † 1603)
- Pietro Andrea Mattioli, umanista, medico e botanico italiano (Siena, n. 1501 - Trento, † 1578)
- Pietro Summonte, umanista italiano (Napoli, n. 1453 - Napoli, † 1526)
- Pietro degli Angeli, umanista italiano (Barga, n. 1517 - Pisa, † 1596)

## Velisti(3)
- Piero D'Alì, velista italiano (Milano, n. 1963)
- Pietro Sibello, velista italiano (Albenga, n. 1979)
- Pietro Zucchetti, velista italiano (Brescia, n. 1981)

## Velocisti(3)
- Pietro Mennea, velocista e politico italiano (Barletta, n. 1952 - Roma, † 2013)
- Pietro Pastorino, velocista italiano (Sarzana, n. 1900)
- Pietro Pivotto, velocista italiano (Brescia, n. 1995)

## Vescovi(15)
- Pietro Crisologo, vescovo e santo romano (Forum Cornelii - Forum Cornelii, † 450)
- Pietro Fullo, vescovo greco antico
- Pietro, vescovo italiano († 914)
- Pietro di Sebaste, vescovo e santo greco antico (Cesarea in Cappadocia, n. 340 - Sebaste, † 391)
- Pietro di Rates, vescovo portoghese (Portogallo - Portogallo, † 60)
- Pietro di Poitiers, vescovo francese (Poitiers - Chauvigny, † 1115)
- Pietro di Sutri, vescovo italiano
- Pietro II di Giavarino, vescovo ungherese (Anti-Libano, † 1218)
- Pietro I di Alessandria, vescovo e santo greco antico (Alessandria - Alessandria, † 311)
- Pietro I, vescovo e santo georgiano
- Pietro II, vescovo italiano (Asti - † 1054)
- Pietro II, vescovo italiano (Piemonte - Novara, † 964)
- Pietro II di Alessandria, vescovo greco antico († 380)
- Pietro Tommaso, vescovo francese (Salles-de-Belvès, n. 1305 - Famagosta, † 1366)
- Pietro I di Narbona, vescovo francese

## Vescovi cristiani orientali(3)
- Pietro IV di Alessandria, vescovo cristiano orientale bizantino (Egitto - Enaton, † 576)
- Pietro V di Alessandria, vescovo cristiano orientale egiziano
- Pietro VI di Alessandria, vescovo cristiano orientale egiziano (Asyūṭ - Egitto, † 1726)

## Vescovi ortodossi(2)
- Pietro Mogila, vescovo ortodosso moldavo (Suceava, n. 1596 - Kiev, † 1646)
- Pietro di Gerusalemme, vescovo ortodosso bizantino (Eleuteropoli - † 552)

## Veterinari(1)
- Pietro Giovanni Delprato, veterinario, patologo e igienista italiano (San Secondo Parmense, n. 1815 - Parma, † 1880)

## Vetrai(1)
- Pietro Bigaglia, vetraio italiano (Murano, n. 1786 - Murano, † 1876)

## Viaggiatori(2)
- Pietro Cesare Alberti, viaggiatore italiano (Venezia, n. 1608 - Nuova Amsterdam, † 1655)
- Pietro Godenti, viaggiatore e insegnante italiano (Rimini, n. 1700 - Vienna, † 1781)

## Violinisti(3)
- Pietro Marchitelli, violinista italiano (Villa Santa Maria, n. 1643 - Napoli, † 1729)
- Pietro Rovelli, violinista e compositore italiano (Bergamo, n. 1793 - Bergamo, † 1838)
- Luigi de Baillou, violinista e compositore italiano (Milano, n. 1736 - Milano, † 1804)

## Zoologi(2)
- Pietro Doderlein, zoologo e geologo italiano (Ragusa di Dalmazia, n. 1809 - Palermo, † 1895)
- Pietro Marchi, zoologo e medico italiano (Firenze, n. 1833 - † 1923)

## Senza attività specificata(41)
- Pietro Armanini, mandolinista e compositore italiano (n. 1844 - Bordeaux, † 1895)
- Pietro Bertagnoli, ciclista di BMX italiano (Verona, n. 1999)
- Pietro Biron, duca (Mitau, n. 1724 - Gellenau, † 1800)
- Pietro Bonaventuri, italiano (Firenze - Firenze, † 1572)
- Pietro II di Borbone, conte (n. 1438 - Moulins, † 1503)
- Pietro Caloi, sismologo italiano (Monteforte d'Alpone, n. 1907 - Roma, † 1978)
- Pietro Colonna, cavaliere medievale e politico italiano (Roma, n. 1291 - Roma)
- Pietro Genga, ex tiratore a volo italiano (Taranto, n. 1971)
- Pietro Gonnella, giullare italiano (Firenze - Ferrara, † 1441)
- Pietro Ernesto I di Mansfeld (Sassonia, n. 1517 - Lussemburgo, † 1604)
- Pietro Mazzarino, italiano (Palermo, n. 1576 - Roma, † 1654)
- Pietro di Oldenburg, duca (Jaroslavl', n. 1812 - San Pietroburgo, † 1881)
- Pietro Pagello, italiano (Castelfranco, n. 1807 - Belluno, † 1898)
- Piero Panciarelli, brigatista italiano (Torino, n. 1955 - Genova, † 1980)
- Pietro Parenzo, italiano (Roma - Orvieto, † 1199)
- Pietro del Montenegro, montenegrino (Cettigne, n. 1889 - Merano, † 1932)
- Pietro di Hagenbach, cavaliere medievale francese (n. 1423 - Breisach am Rhein, † 1474)
- Pietro di Cettigne, montenegrino (Njeguši, n. 1747 - † 1830)
- Pietro di Cantabria, duca visigoto
- Pietro del Portogallo, conte di Urgell, conte (Coimbra, n. 1187 - Maiorca, † 1258)
- Pietro Balsamo (Eleutheropolis - Aulana, † 311)
- Pietro Torchitorio III († 1188)
- Pietro I di Béarn, francese († 1153)
- Pietro II di Trani, conte normanno (Durazzo, † 1081)
- San Pietro l'eremita (Rocca di Botte - Trevi nel Lazio, † 1052)
- Pietro II di Savoia, conte (Susa, n. 1203 - Pierre-Châtel, † 1268)
- Pietro V d'Aragona (Portogallo, n. 1429 - Granollers, † 1466)
- Pietro l'eremita, francese (Amiens - Neufmoustier, † 1115)
- Pietro Ponzo, agricoltore italiano (Vita, n. 1851 - Salemi, † 1921)
- Pietro Sandei, cavallerizzo italiano (Parma, n. 1991)
- Pietro Guido II Torelli, conte (Guastalla - Milano, † 1494)
- Pietro Guido I Torelli, conte (Guastalla - Carpi, † 1460)
- Pietro Valdo Panascia, italiano (Reggio Calabria, n. 1910 - Palermo, † 2007)
- Pietro II d'Alençon, conte e militare francese (n. 1340 - Argentan, † 1404)
- Pietro Vanzi, brigatista italiano (Roma, n. 1956 - Roma, † 2003)
- Pietro Vimercati, mandolinista e compositore italiano (Milano, n. 1779 - Genova, † 1850)
- Pietro Vischi, italiano (Mirandola, n. 1767 - Mirandola, † 1824)
- Pietro Raimondo Zacosta, spagnolo (Spagna - Roma, † 1467)
- Pietro Antonio Zveteremich, slavista e traduttore italiano (Colonia, n. 1922 - Roma, † 1992)
- Pietro Federico Guglielmo di Oldenburg, duca (Eutin, n. 1754 - Plön, † 1823)
- Pietro I di Savoia, conte († 1078)